# Movilización estudiantil en Chile de 2011
La movilización estudiantil de 2011 corresponde a una serie de manifestaciones realizadas a nivel nacional por estudiantes universitarios y de secundaria de Chile durante 2011. Han sido consideradas como las movilizaciones más importantes de los últimos años y una de las mayores desde el retorno a la democracia.
Estas movilizaciones surgieron de parte de estudiantes que rechazan el sistema educacional chileno, que provee una amplia participación del sector privado respecto a la del Estado. En el año 2011, solo el 25 % del sistema educativo era financiado por el Estado, mientras que los estudiantes aportaban el otro 75 %. Este sistema fue originado durante la dictadura de Augusto Pinochet a lo largo de los años 1980 finalizando con la promulgación de la Ley Orgánica Constitucional de Enseñanza (LOCE) cuatro días antes de entregar el poder. Esta ley dejó al Estado en un rol regulador, delegando gran parte de la enseñanza al sector privado. Tras la movilización de 2006, conocida como la «Revolución pingüina», la LOCE fue reemplazada en 2009 por la Ley General de Educación, que no trajo cambios significativos a la ley anterior.
La génesis de la movilización comienza con las primeras marchas organizadas por el Centro de Estudiantes de la Universidad Central de Chile, a raíz del anuncio de la venta de parte de la propiedad de la Universidad Central de Chile a un conglomerado económico, siendo estas movilizaciones apoyadas por la Confederación de Estudiantes de Chile (Confech), organismo que agrupa a las federaciones de estudiantes de las universidades que integran el Consejo de Rectores de las Universidades Chilenas —conocidas como «tradicionales»— para los días 28 de abril y 12 de mayo de 2011, en reclamo por el financiamiento, retrasos en la entrega de becas y problemas con la Tarjeta Nacional Estudiantil (TNE). Durante el mes de junio, los estudiantes convocaron a sucesivas marchas en las principales ciudades de Chile, alcanzando gran convocatoria y demandando reformas al sistema educacional chileno que fortalecieran el rol del Estado en la educación. Luego de un mes de paralizaciones, el gobierno presentó su primera propuesta, estableciendo un nuevo fondo para la educación y facilitando el acceso a créditos universitarios. Las principales organizaciones rechazaron la propuesta demandando medidas más de fondo. Sucesivas propuestas del gobierno abrieron la posibilidad de reformas al sistema, como la desmunicipalización de la educación secundaria o un cambio constitucional que asegure la calidad en la educación, pero no fueron consideradas suficientes por los estudiantes.
Los principales voceros del movimiento universitario durante ese año fueron los presidentes de la Federación de Estudiantes de la Universidad de Chile (FECh), Camila Vallejo, y de la Federación de Estudiantes de la Universidad Católica de Chile (FEUC), Giorgio Jackson, entre otros. Paulatinamente, estudiantes secundarios se sumaron a las movilizaciones y comenzaron a realizar tomas en sus colegios, repitiendo las acciones de la «Revolución pingüina», a través de la Coordinadora Nacional de Estudiantes Secundarios (CONES) y la Asamblea Coordinadora de Estudiantes Secundarios (ACES). A medida que la movilización fue creciendo, se incorporaron por primera vez estudiantes de colegios particulares pagados, Centros de Formación Técnica (CFT), Institutos Profesionales (IP) y universidades privadas, es decir, los miembros de prácticamente todo el sistema educacional chileno.
El movimiento ha sido considerado como uno de los más fuertes desde el retorno a la democracia y, en conjunto con otras manifestaciones ocurridas durante el segundo año del primer gobierno de Sebastián Piñera, fueron interpretadas como parte de un movimiento social mayor que demanda reformas sustanciales al modelo económico y político establecido durante la dictadura militar que gobernó Chile entre 1973 y 1990 y que se mantiene por más de veinte años sin cambios sustanciales, con el fin de reducir la fuerte desigualdad de ingreso existente en el país. Tras dos meses de paralizaciones, una reconocida encuesta de opinión pública cuantificó el respaldo que la movilización estudiantil suscitó en la ciudadanía, estableciendo la existencia de un fuerte apoyo de la población (cerca de un 70 %) a las principales demandas del movimiento. El gobierno, en tanto, entró en una crisis que derivó en una caída histórica en la aprobación presidencial y la realización de sucesivos cambios de gabinete.

## Sistema educativo chileno
El sistema educativo chileno en la actualidad fue diseñado principalmente durante la dictadura militar que gobernó Chile entre 1973 y 1990, principalmente a partir de los años 1980. La administración de la educación pública primaria y secundaria, originalmente en manos del Ministerio de Educación, fue traspasada paulatinamente a las municipalidades de todo el país a partir de 1981, mientras la educación privada vivió un importante crecimiento recibiendo en muchos casos financiamiento estatal. En el caso de la educación superior, se liberalizó el sistema para fundar universidades privadas, mientras la Universidad de Chile fue desmembrada para dar origen a universidades de carácter regional. Esto generó dos tipos de universidades: las llamadas «universidades tradicionales», correspondiente a las universidades estatales y aquellas particulares sin fines de lucro instauradas previo a 1981, y las restantes «universidades privadas». Si bien la ley estipuló que las nuevas universidades privadas debían ser sin fines de lucro, muchos grupos han afirmado que la legislación no se ha cumplido a cabalidad, utilizando diversas figuras jurídicas que permiten la obtención de remuneración empresarial.

### Educación primaria y secundaria

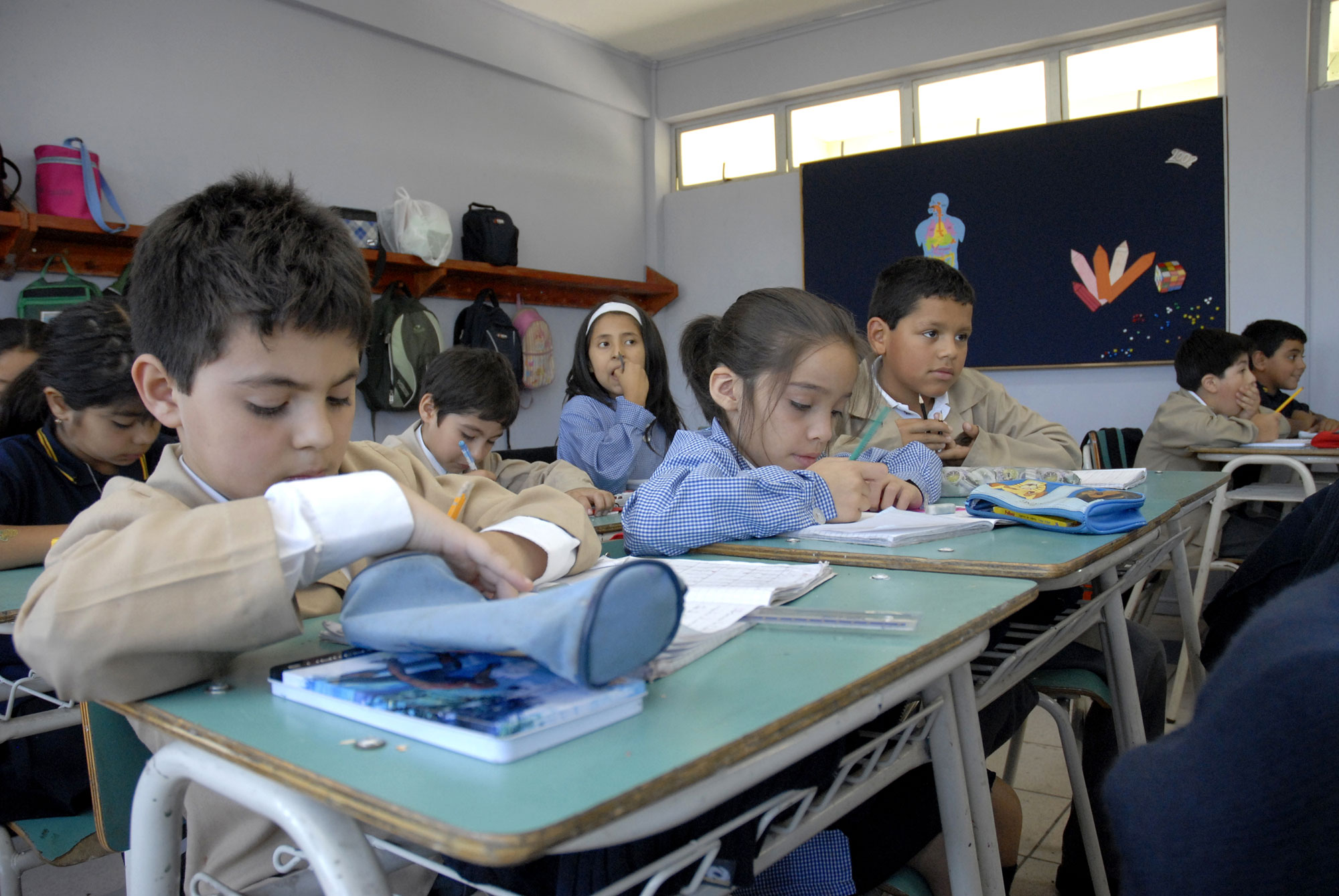
Al año 2008, un 48 % de los estudiantes chilenos estaban en establecimientos privados subvencionados por el Estado, mientras en la educación pública estaba el 43,5 %.

Pese a que el sistema educativo chileno es considerado uno de los de mejor calidad en América Latina, al comparar con otros miembros de la OCDE, de la que Chile es parte desde 2010, es uno de los que obtiene peores resultados. Según esta misma organización, solo Estados Unidos supera a Chile en la cantidad de dinero que los estudiantes tiene que costear para pagar su educación. Esto se explica por la distribución del gasto educacional: si bien entre 1990 y 2008 el gasto en educación pasó del 3,9 % del producto interno bruto al 6,9 %, el gasto público apenas pasó del 1,5 % al 2,7 % siendo el resto absorbido por los particulares.
La educación secundaria vivió desde 1990 un importante aumento en la matrícula, pasando de una cobertura bruta de matrícula de un 79,8 % a un 95,9 % en 2009. Sin embargo, gran parte de este crecimiento se debió a un aumento en la educación particular, financiada directamente por el Estado a través de una subvención, equivalente a la recibida por un establecimiento municipal. Así, en 1990 un 58,4 % de los estudiantes estaban en instituciones municipales públicas, mientras un 31,8 en particulares subvencionadas y un 7,9 % en particulares sin financiamiento estatal; en 2008, las cifras reflejaban una caída de la matrícula en escuelas públicas llegando al 43,5 %, mientras las subvencionadas llegaron a un 48 %. Al analizar el número de establecimientos, mientras los particulares se duplicaron entre 1990 y 2009 llegando a 5.536 ese año, los municipales cayeron de 6.286 a 5.829.
La calidad en la educación entregada es una de las áreas más cuestionadas respecto a la educación municipal, que presenta consistentemente indicadores más bajo que las alternativas particulares subvencionadas y particular pagada (241, 261 y 299 puntos respectivamente en la prueba SIMCE 2007 de Lenguaje para 8.º año básico, siendo 250 el promedio). Sin embargo, algunos estudios sostienen que dicho análisis es errado al no considerar los niveles de vulnerabilidad de los alumnos, especialmente dado un contexto altamente segregador como el chileno, que alcanza uno de los niveles más altos del mundo según la Unesco. Al analizar los resultados SIMCE por nivel socioeconómico, en la clase baja la educación municipal obtiene mejores resultados que la subvencionada y sólo en la clase media y alta la tendencia se revierte. Incluso, analizando en más profundidad estos resultados se obtiene que las instituciones particulares con fines de lucro tienen los peores índices de calidad de todo el sistema educacional comparadas tanto con municipales como particulares sin fines de lucro.

### Educación superior

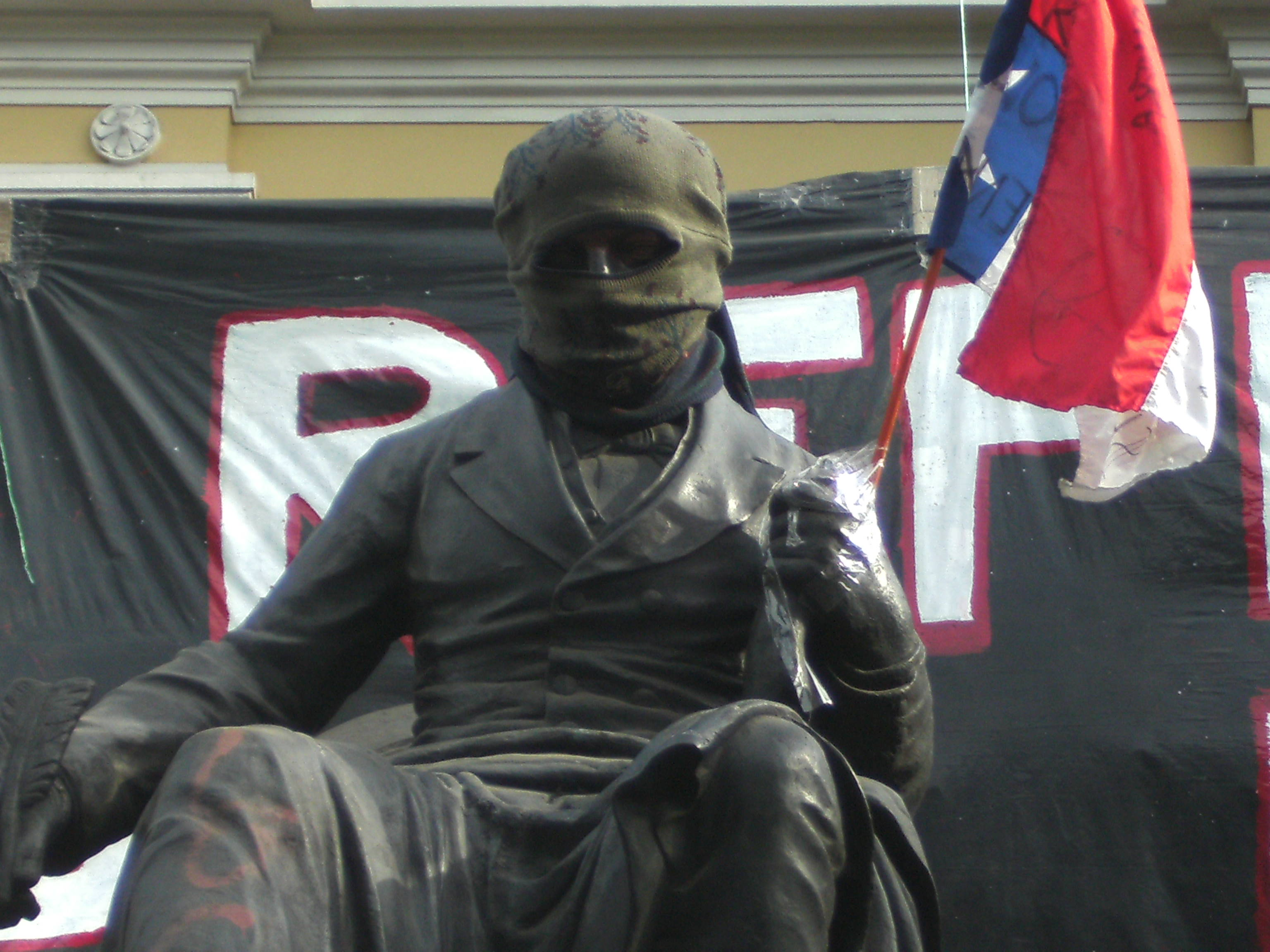
La estatua de Andrés Bello en plena Avenida Alameda permaneció durante meses encapuchada, como respuesta a la crítica que trata de "encapuchados" a todos los manifestantes.

El sistema de educación superior en Chile se articula en tres tipos de instituciones, que al año 2010 totalizaban 173: universidades (59), institutos profesionales (43) y centros de formación técnica (71). Entre todas esas instituciones, la matrícula alcanzó la cifra de 987.643 inscritos, de los cuales 940.164 correspondían a estudiantes de pregrado. De estos estudiantes, 587.297 se inscribieron en una universidad. Estas cifras representan un importante crecimiento respecto a la situación décadas previas: en 1990, la cifra de estudiantes de pregrado era cercana a los 240 mil, prácticamente un cuarto de la situación veinte años después. Se estima que la cobertura en el rango etario entre 18-24 pasó de un 16 % a sobre el 40 % en el mismo período.
El sistema universitario data de la Reforma universitaria llevada a cabo por la dictadura militar a comienzos de los años 1980. En esa época, la Universidad de Chile y la Universidad Técnica del Estado fueron fragmentadas dando origen a universidades estatales de carácter regional. Estas universidades más seis universidades de carácter particular conformaron el grupo de las «universidades tradicionales» agrupadas en el Consejo de Rectores de las Universidades Chilenas (CRUCH), y que reciben fondos del Estado a través de asignaciones directas e indirectas. En 2011, el CRUCH estaba compuesto por 12 universidades de propiedad del Estado y 9 privadas (de las cuales 6 son propiedad de la Iglesia católica). Al mismo tiempo, se liberalizó la creación de universidades privadas; si bien la ley establecía que estas universidades debían ser corporaciones sin fines de lucro —a diferencia de institutos profesionales y CFTs—, existen varias denuncias sobre subterfugios legales que permitieron el desarrollo de un rentable mercado en la administración de instituciones educativas.

## Demandas

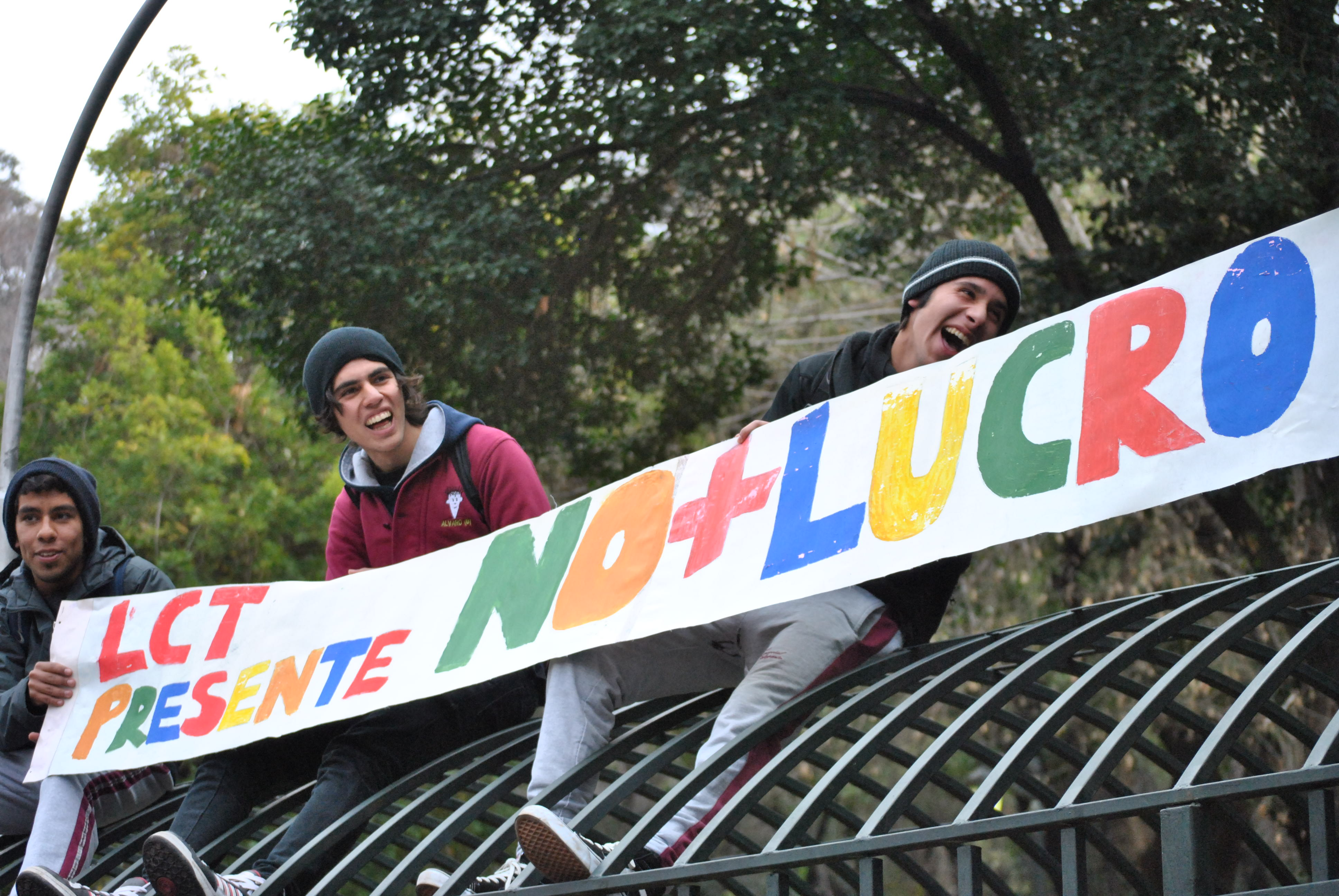
El lucro en la educación superior ha sido uno de los pilares de las protestas estudiantiles.

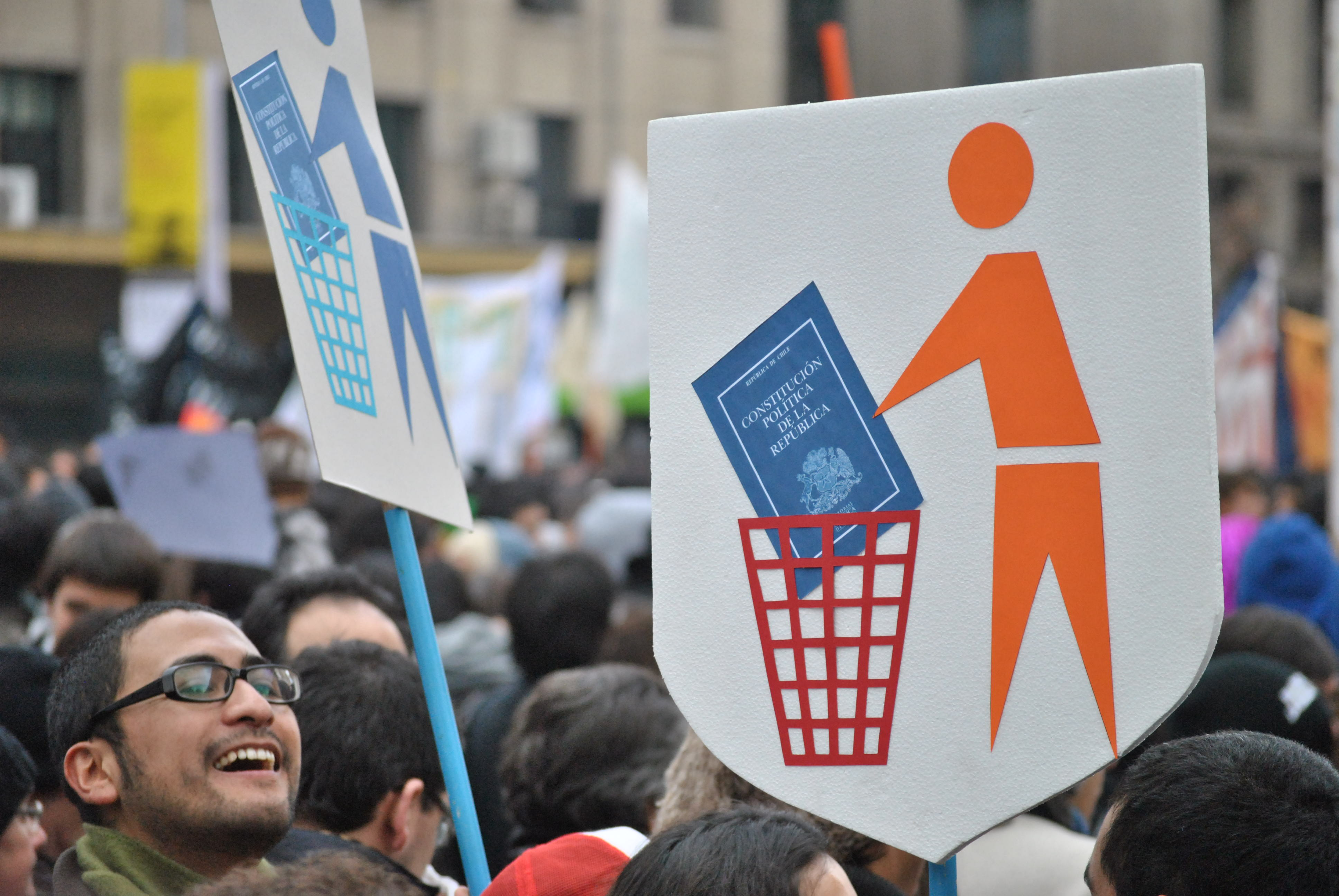
Una de las demandas más radicales incluye una reforma profunda a la actual Constitución, aprobada en el cuestionado Plebiscito de 1980 durante la dictadura militar.

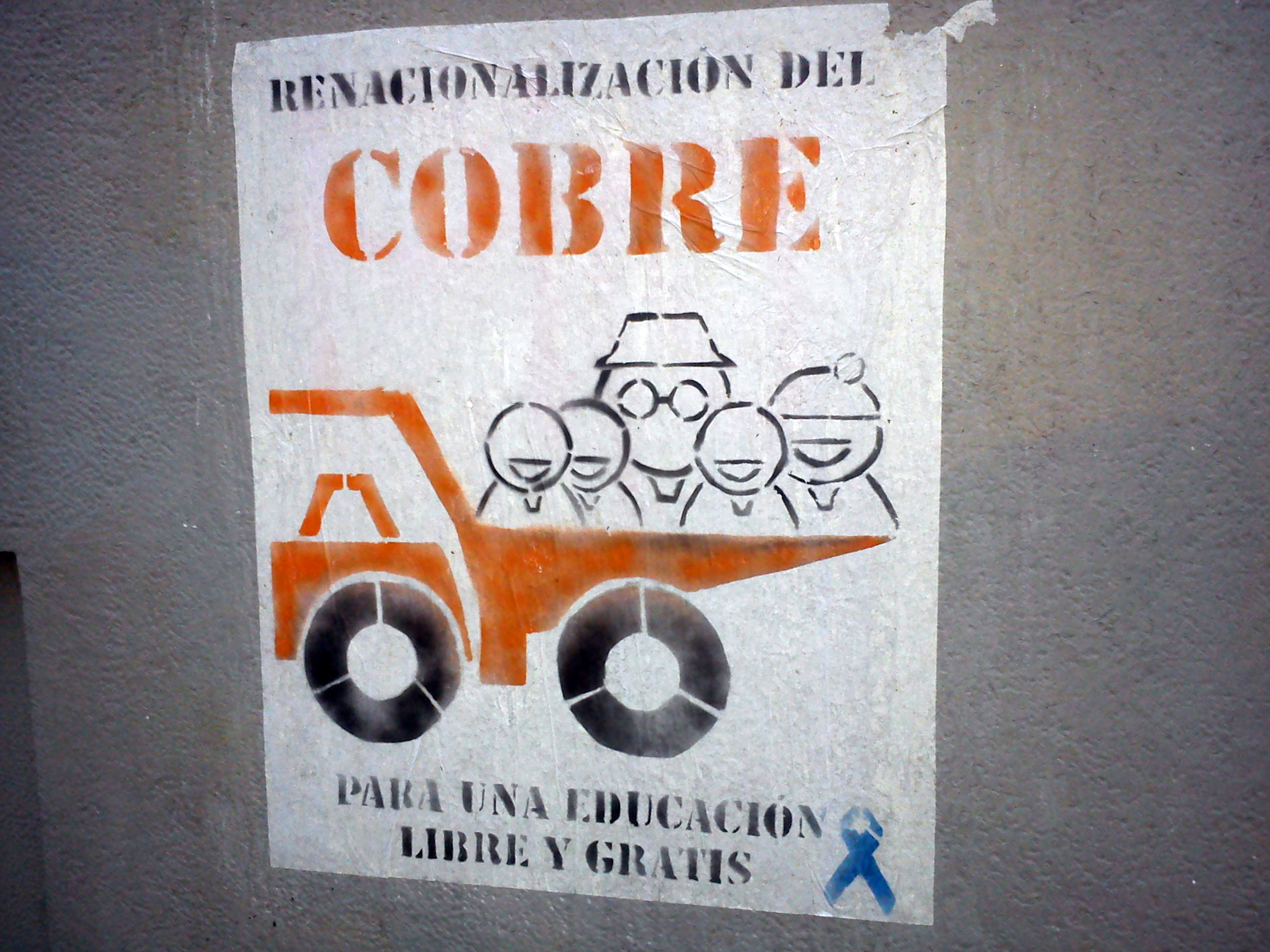
La renacionalización del cobre ha sido propuesta como mecanismo para financiar reformas profundas al sistema educacional.

### Educación superior

Evolución del presupuesto nacional en Educación entre 2006 y 2012. La cifra propuesta por el Gobierno es la más alta en la historia, pero implica el menor crecimiento del período (7,7 % nominal, 3,8 % real).

El petitorio oficial de la Confederación de Estudiantes de Chile (Confech) en abril de 2011 presentaba las siguientes demandas:
1. Reforma al sistema de acceso a las universidades que asegure la igualdad de oportunidades
  - Establecimiento de mecanismo de accesos complementarios a la Prueba de Selección Universitaria para personas de bajos recursos (como propedéuticos).
  - Acreditación de instituciones incorporando atributos como transparencia institucional, libertad de cátedra, tolerancia y pluralismo.
  - Garantizar condiciones de acceso y estudio para personas con discapacidad.
2. Aumento del gasto público en educación superior:
  - Entrega de fondos de libre disposición a universidades estatales.
  - Fondo de revitalización de universidades tradicionales, de carácter único y con énfasis en instituciones regionales y estatales.
  - Reestructuración de sistema de becas y créditos, asegurando becas completas a tres primeros quintiles y alternativas diferenciadas según capacidad de pago para cuarto y quinto quintil.
  - Extensión de becas de mantención y alimentación para tercer quintil y parte del cuarto.
  - Tarjeta Nacional Estudiantil gratuita y válida todo el año.
  - Eliminación del aporte fiscal indirecto (AFI).
  - Participación estatal en instituciones de educación técnica profesional.
3. Democratización del sistema de educación superior:
  - Derogación de arts. 56.e, 67.e y 75.e del DFL 2 de 2010, que prohíben la participación de estudiantes y funcionarios en órganos administrativos de las instituciones de Educación Superior.[23]
  - Participación triestamental en todas las instituciones de educación superior.
  - Asegurar libertades de expresión, cátedra y asociación de estudiantes, docentes y trabajadores en todas las instituciones educacionales.

Fuera de este petitorio oficial, se han planteado multitud de otras demandas, entre las que destacan:
- Regulación estatal que haga efectiva la prohibición del ánimo de lucro en instituciones de educación superior según lo establecido por la ley vigente.[23][24]
- Educación superior gratuita que asegure el derecho a la educación.[25]
- Reforma tributaria que sustente el aumento del gasto público en educación.[25]
- Renacionalización del cobre para financiar gratuidad.[26]
- Convocatoria a una asamblea constituyente para reformar la actual Constitución.[27]

Respecto a la educación técnico-profesional, las demandas del Consejo de Rectores de Institutos Profesionales y Centros de Formación Técnica se estructuran en 8 puntos:
1. Igualar las condiciones del CAE con las del Fondo Solidario del Crédito Universitario.
2. Sistema único de Becas para alumnos de IP, CFT y universidades.
3. Creación de un AFI técnico, que considere la realidad de las instituciones de educación superior técnico-profesional (ESTP).
4. Igualar las condiciones de postulación para los fondos de desarrollo para todas las IES.
5. Más y mejor información respecto al proceso y los resultados de la acreditación institucional.
6. Equipo de pares y expertos evaluadores de ESTP, nacionales e internacionales.
7. Modificación al sistema de títulos y grados, de acuerdo a las características de cada área.
8. Entrega de la TNE e información completa de parte del Ministerio para todos los alumnos a fines de marzo.

### Educación secundaria
Entre los puntos exigidos por los estudiantes de educación media están:
- Reforma constitucional con objetivo de fijar el derecho a la educación por sobre la libertad de enseñanza, además de establecer un Estado que garantice una educación igualitaria, laica, gratuita y de calidad por igual en todos los establecimientos del país.
- Desmunicipalización y estatización de la educación en general, optando por un margen restante a privados pero sin fines de lucro.
- Una malla curricular estandarizada e igual para todos los colegios estatales del país.
- Derogación de la Ley General de Educación (LGE), cambiando la institucionalidad de la educación pública.
- Tarifa estudiante en el transporte público mediante la Tarjeta Nacional Estudiantil (TNE) los 365 días del año, con un formato único a nivel nacional y con un precio único a nivel regional y aplicado realmente.
- Plan para la reconstrucción de los establecimientos dañados por el terremoto de 2010, estableciendo prioridades entre los establecimientos más afectados.
- Mejoras para los liceos técnico-profesionales, dando mayor protección a estudiantes en práctica y fiscalización de estas, asegurando su trabajo, un sueldo base mínimo del 80 % del sueldo mínimo y mejoras en su implementación educacional.

Como propuesta económica, establecen que el gasto en educación pase del 4,1 % a un 7 % del PIB siguiendo las recomendaciones de la Unesco y la OCDE para una educación gratuita y de calidad. Para aumentar el financiamiento plantean la re-estatización del cobre como forma de sostener este aumento en el gasto público.

## Primera etapa

### Inicios (mayo y junio de 2011)

#### Primeras movilizaciones nacionales
La primera marcha nacional convocada por la Confech se desarrolló el 12 de mayo, que en Santiago convocó a más de 15.000 estudiantes. Esta se realizó días antes de la cuenta pública anual dada por el presidente de la República el 21 de mayo ante el Congreso Pleno, y buscaba ejercer presión respecto de los posibles anuncios que Sebastián Piñera realizaría en el discurso en materia de educación superior.
Tras el discurso del 21 de mayo, la Confech declaró su inconformidad con las medidas anunciadas por el presidente y llamó a una nueva marcha para el 26 de mayo, la que convocó a unos 8000 estudiantes en la capital del país (incluyendo unos dos mil de la educación secundaria), en la que presentaron una carta al ministro de Educación, Joaquín Lavín.

Ante todo, nuestro principal interés es expresar que los anuncios hechos por el Presidente no dan cuenta de las reales necesidades que hoy tiene la educación pública chilena en general y la educación superior en particular. Que como ya lo hemos señalado en anteriores ocasiones, esta última se encuentra atravesando una profunda crisis, la cual se origina principalmente producto del desfinanciamiento al que han sido sometidas las universidades estatales y públicas de nuestro país, proyectándose esta dificultad hacia la esencia y sentido mismo de nuestras casas de estudio.
Carta a Joaquín Lavín de la Confech, 26 de mayo de 2011.

El 1 de junio se convocó a un paro general y a una marcha que convocó a unos 20.000 estudiantes en Santiago, además de representantes de la Agrupación Nacional de Empleados Fiscales (ANEF), del Colegio de Profesores y a los rectores de la Universidad de Santiago (USACH), Juan Manuel Zolezzi y de la Universidad Tecnológica Metropolitana (UTEM), Luis Pinto.

#### Paros y tomas locales
| Colegios en toma | Colegios en toma |
| Fecha            | Cantidad         |
| ---------------- | ---------------- |
| 6 de junio       | 3                |
| 7 de junio       | 5                |
| 9 de junio       | 26               |
| 10 de junio      | 40               |
| 13 de junio      | ~100             |
| 25 de junio      | ~600             |

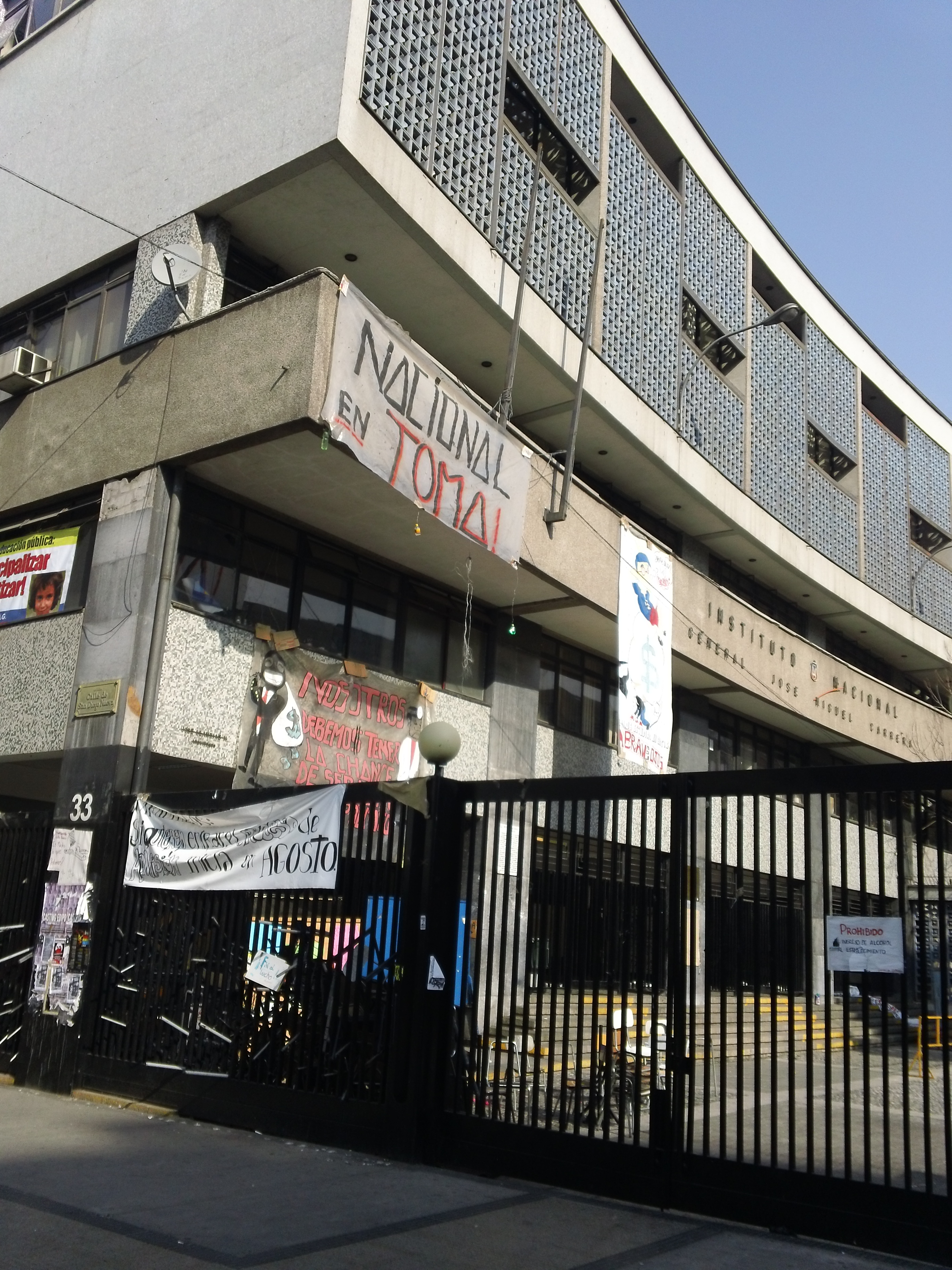
Toma en el Instituto Nacional, comuna de Santiago.

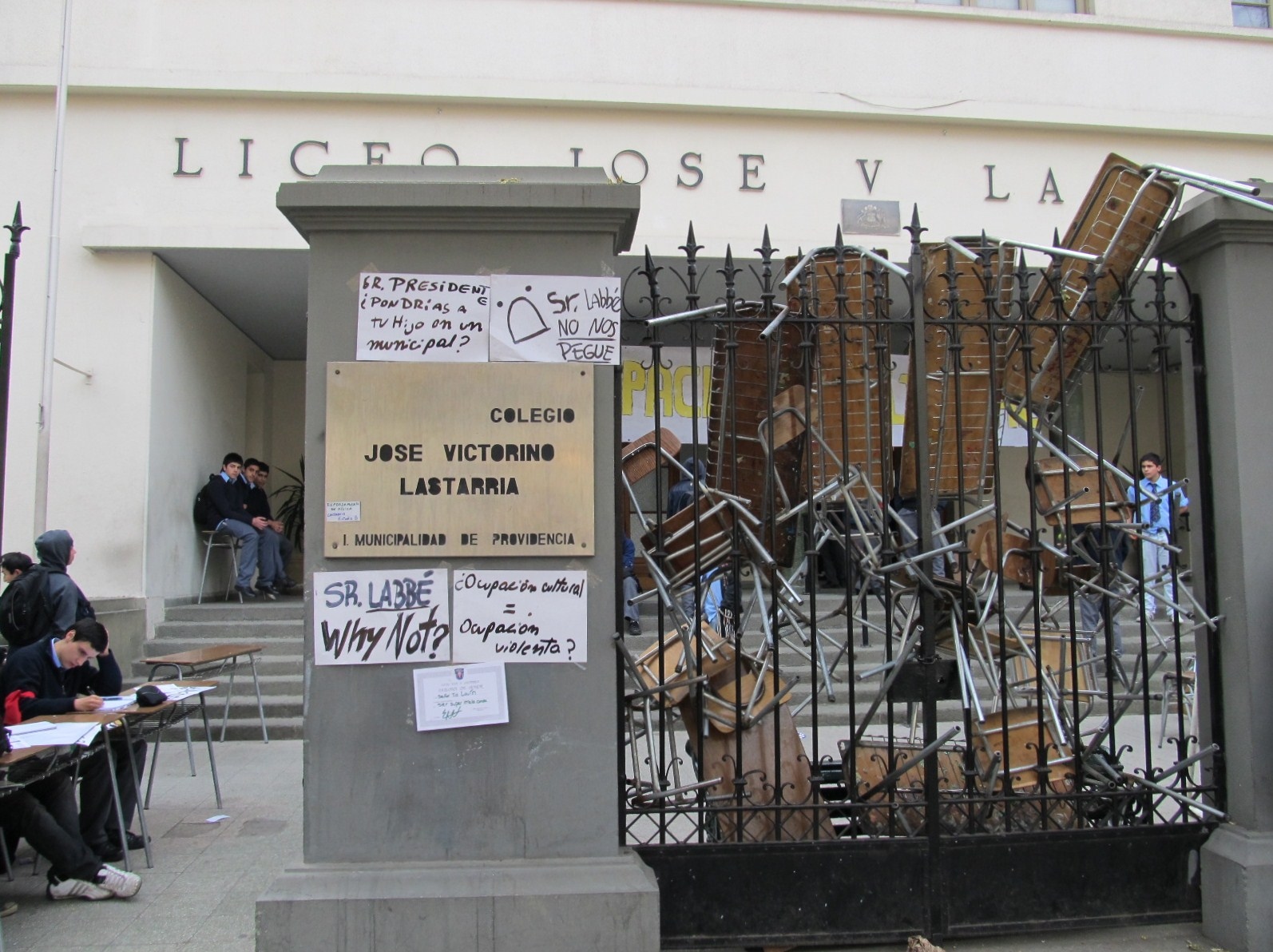
Toma en el Liceo José Victorino Lastarria, comuna de Providencia, en junio de 2011.

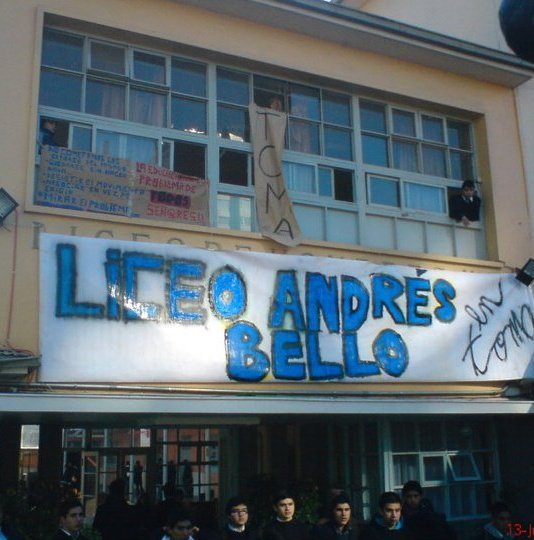
Toma en el Liceo Andrés Bello de San Miguel, en junio de 2011.

Tras el paro nacional del 1 de junio, la Confech dejó en libertad de acción a las distintas federaciones de estudiantes respecto a las medidas que se tomarían en cada universidad. Al 3 de junio de 2011, había alrededor de 17 universidades que se encontraban movilizadas; en toma de sus instalaciones, las de Playa Ancha, de La Serena, Arturo Prat, Católica de Valparaíso, de Magallanes y Universidad de Valparaíso sede Santiago. En paro se encontraban las universidades del Bío-Bío, de Concepción, Católica de la Santísima Concepción, de Santiago, de Atacama, Católica del Norte, Católica del Maule, Metropolitana de Ciencias de la Educación, Tecnológica Metropolitana, de la Frontera, Católica de Temuco, Católica del Norte (Campus Guayacan), de Los Lagos, Federico Santa María, de Chile y la Universidad de Valparaíso, estas dos últimas, con parte de sus carreras en paro indefinido.
El 07 de Junio se realiza acción de funa al Ministro de Educación por parte de estudiantes de la UTEM, el hecho ocurrió en el Centro Cultural Gabriela Mistral, en Santiago, donde el personero de gobierno ofrecía una charla en el contexto de un seminario por los 30 años de la educación privada. Además para esa fecha ya había tomas en liceos de Santiago, y Concepción. En sólo dos días la cifra de liceos tomados en todo el país se quintuplicó, y continuó aumentando. Ante el crecimiento de las movilizaciones de estudiantes de Educación Media, el ministro Lavín solicitó deponer las tomas y comenzar a dialogar:

Quiero pedir a los alumnos que terminemos con los candados, con las cadenas, con los destrozos. El diálogo es el único camino. La educación en Chile se arregla conversando y llegando a acuerdos, no con tomas, no perdiendo clases.
Joaquín Lavín, 9 de junio de 2011.

### El movimiento estudiantil crece (junio de 2011)

#### Radicalización de la movilización

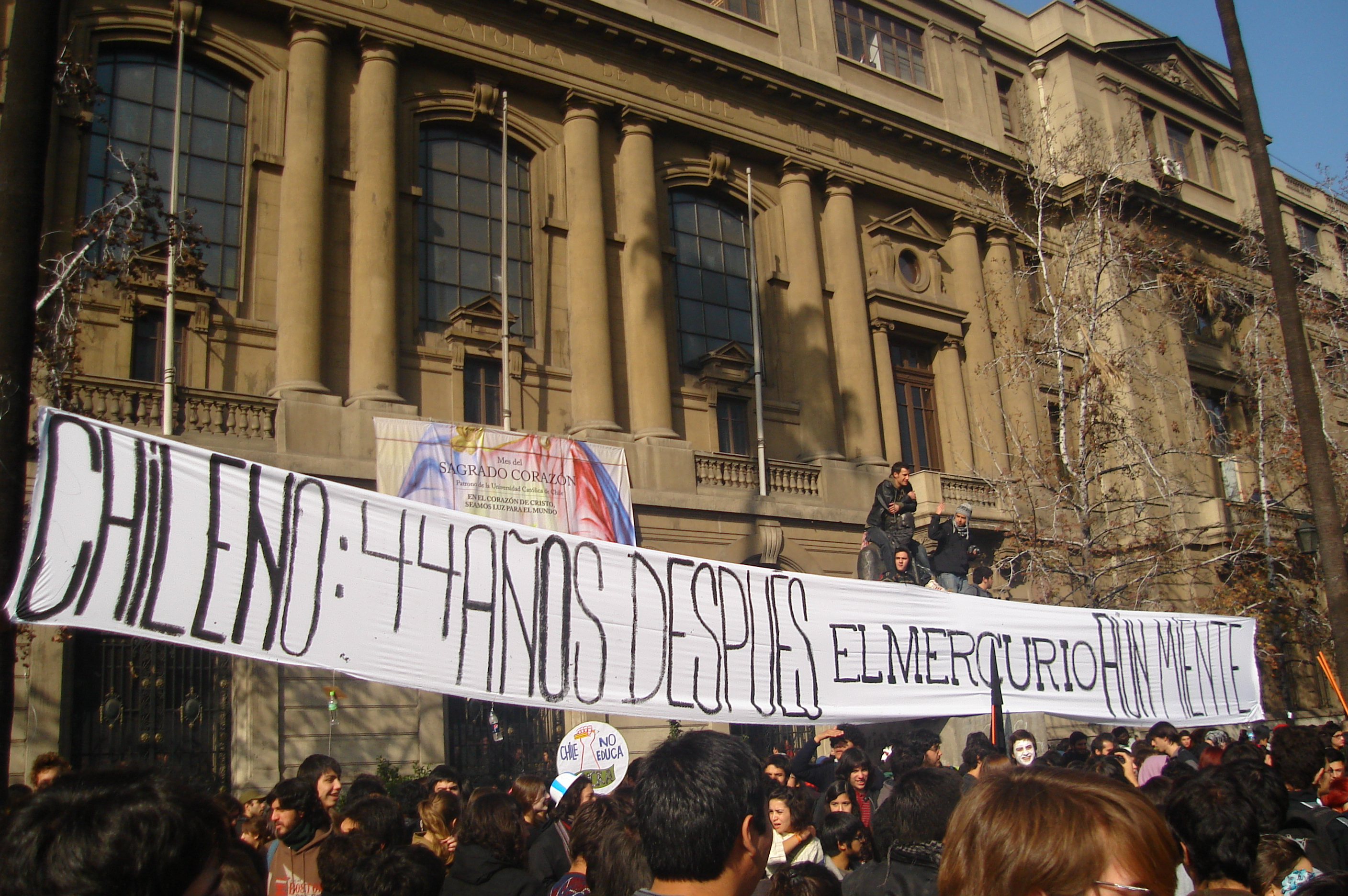
Lienzo con la frase «Chileno: 44 años después, El Mercurio miente» durante la marcha del 16 de junio en la Casa Central de la Universidad Católica de Chile, haciendo referencia a la reforma de 1967.

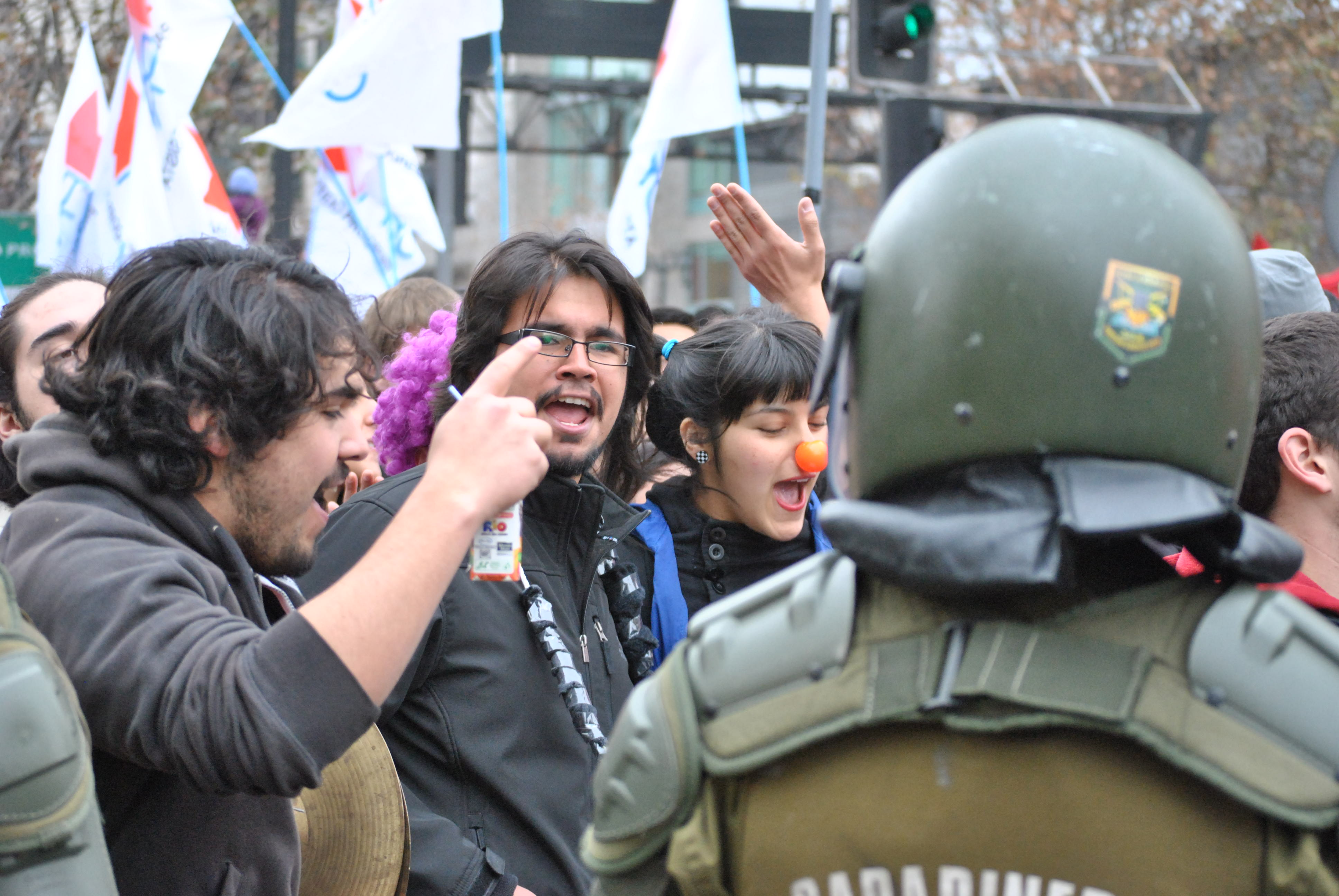
Manifestantes en la marcha del 30 de junio.

El 8 de junio estudiantes de la Universidad de Chile y la Universidad Central de Chile se tomaron la sede en Santiago de la Democracia Cristiana protestando por la "incoherencia" que presenta el discurso de este partido político el cual apoyaría la educación pública, pero mantienen negocios en Universidades privadas como la UCEN.
El 11 de junio, los estudiantes secundarios y universitarios anunciaron una "radicalización" del movimiento estudiantil, y se convocó a dos marchas para la semana siguiente. La primera se realizó el miércoles 15, en donde participaron estudiantes secundarios y los trabajadores en huelga de la mina El Teniente, propiedad de la estatal Codelco. La marcha convocó a siete mil personas y culminó en el Parque Almagro, donde se ocurrieron disturbios y enfrentamientos con Carabineros.
La segunda marcha de esa semana se realizó el jueves 16 de junio, convocada por la Confech y el Colegio de Profesores, que se convirtió en una de las concentraciones más grandes desde el fin de la dictadura militar en 1990; sólo en la capital, Santiago, se estimaron cerca de ochenta mil personas que asistieron a la marcha (algunas fuentes estiman 100.000), mientras que a nivel nacional se contabilizaron cerca de doscientas mil, incluyendo quince mil asistentes en Valparaíso, mientras que en Concepción se contabilizaron 9 mil. Además, otras marchas se registraron en las principales ciudades del país.
El movimiento sumó incluso a universidades privadas: las universidades Academia de Humanismo Cristiano, Alberto Hurtado, Católica Silva Henríquez, de Arte y Ciencias Sociales (Arcis) y Diego Portales han sido tomadas por sus alumnos, además de la anteriormente mencionada Universidad Central de Chile.
La tercera marcha del mes de junio se realizó el jueves 23 por el centro de Santiago, convocada por los estudiantes de Educación Media, que congregó a unas 20 mil personas. Ese mismo día, a primera ahora, el ministro Lavín presentó a dirigentes secundarios un documento con propuestas para solucionar las peticiones de los estudiantes. Los secundarios resolvieron, en una asamblea nacional realizada el 26 de junio en Valparaíso, rechazar la propuesta del ministerio. Así mismo, la CONFECh también rechazó las propuestas de Lavín para los universitarios.
En respuesta a los paros y tomas de los colegios, el 26 de junio, el Ministerio de Educación (MINEDUC) decidió adelantar las vacaciones de los colegios de la Región Metropolitana. Sin embargo, la mayoría de los colegios persistieron en toma a pesar de la medida.

#### Marcha del 30 de junio

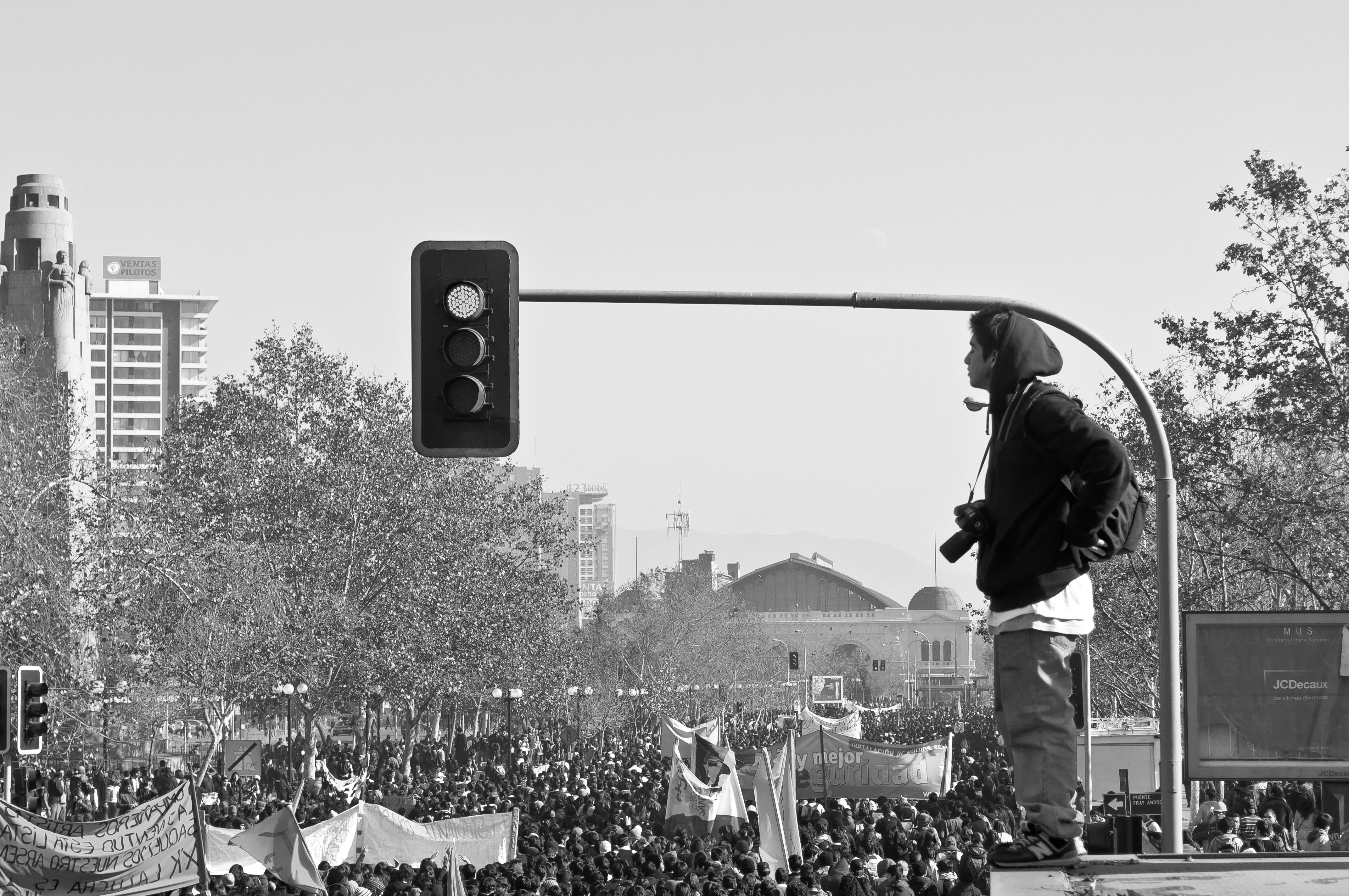
Manifestación avanza por las calles de Santiago. Al fondo, la Estación Mapocho.

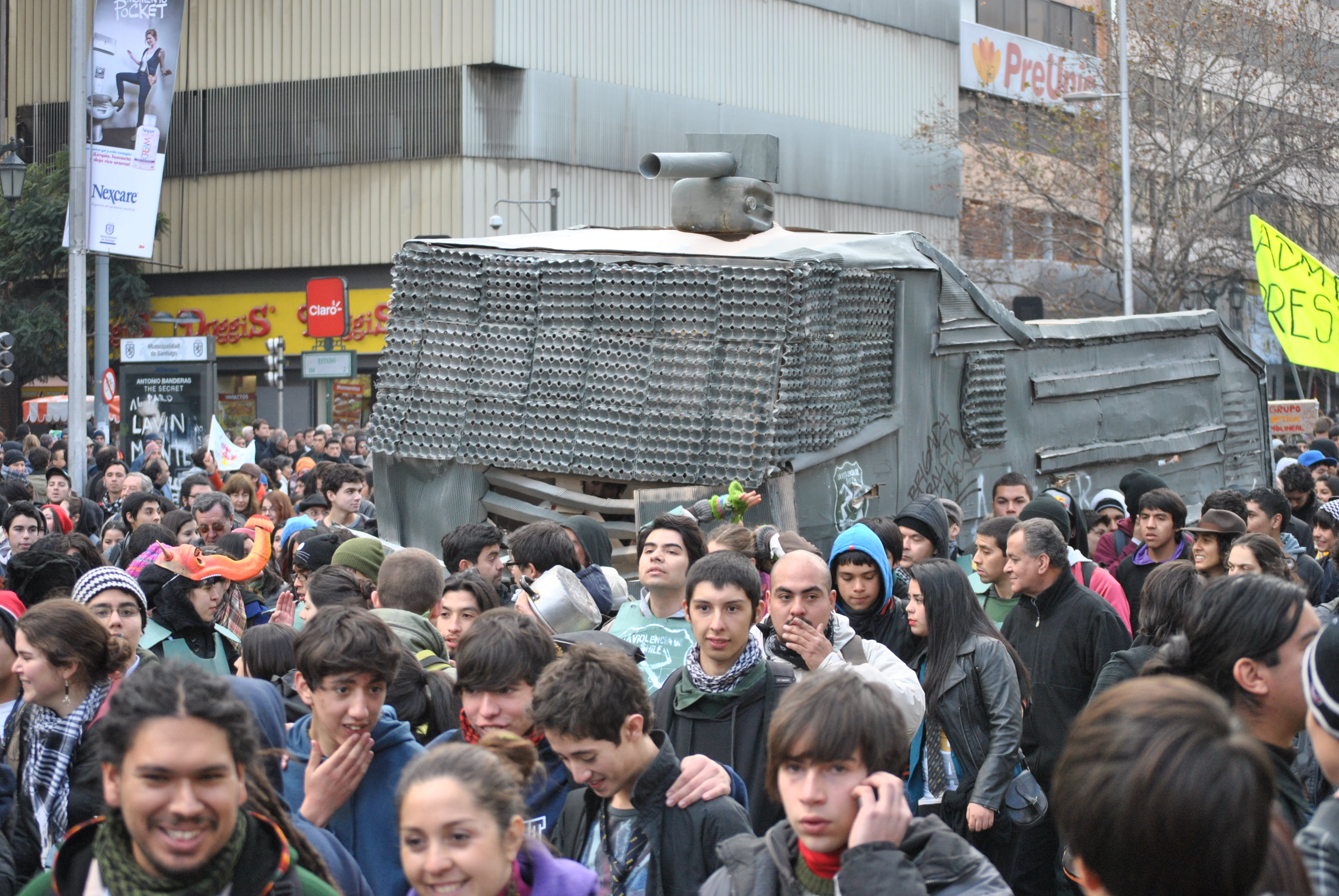
Un carro lanza agua (en Chile conocido como guanaco) hecho por estudiantes destaca entre los asistentes a la marcha.

Ante el rechazo generado por las propuestas del MINEDUC entre secundarios y universitarios, la Confech realizó una nueva convocatoria para movilizaciones a nivel nacional para el día 30 de junio. En Santiago, la marcha se extendió entre Plaza Baquedano y Los Héroes, logrando una asistencia varias veces superior a la de dos semanas antes. Si bien cifras del gobierno estimaron en 80 mil el total de asistentes en la Alameda, diversas fuentes hablan de más de 100 mil personas y la organización estimó la cifra en sobre las 200 mil. Las protestas también se extendieron en diversas ciudades totalizando, según los organizadores, 400 mil manifestantes a nivel nacional. Horas más tarde, universitarios entraron a las dependencias del Partido Socialista de Chile y la Unión Demócrata Independiente, tomándoselas temporalmente como forma de exigir un pronunciamiento de la clase política respecto a sus demandas.
Ese mismo día, el Consejo de Rectores rechazó la contrapropuesta del Mineduc e insistieron en negociar sobre la base de los principales puntos que proponen: fiscalización del lucro, aportes basales, más ayudas estudiantiles y la creación de una Superintendencia de Educación Superior.
En una entrevista de Joaquín Lavín al diario La Tercera el día 2 de julio, el ministro se refirió a la manifestación. En sus declaraciones dijo que la marcha no representaba a todos los estudiantes, sólo a los de las universidades tradicionales, y que la dirigencia de estos estaba extremadamente politizada, especialmente por grupos de izquierda. Respecto a las acusaciones de que había obtenido ganancias como accionista de la Universidad del Desarrollo, pese a que la ley prohíbe el lucro en instituciones de educación superior, Lavín lo negó tajantemente.

Los que marcharon hoy no representan a todos los estudiantes, sino que a los que estudian en las universidades tradicionales, que no son más del 30 % de los universitarios y que reciben los mayores recursos del Estado. El gobierno no reacciona frente a una crisis puntual ni a lo que se grita en la calle. Tenemos claro qué hacer y estamos impulsando cambios legales que permitan inyectar recursos a la educación. [...] Siempre he estado dispuesto a conversar los temas que realmente están relacionados con la educación. Lo que no se puede hacer es mezclar las legítimas demandas con exigencias políticas e ideológicas.

Sectores que están más a la izquierda del Partido Comunista se tomaron la dirigencia estudiantil. Estos grupos ultras, como los llaman los propios estudiantes, han desplazado a los anteriores dirigentes y no tienen intención de llegar a acuerdos ni de mejorar la educación. Afortunadamente, la gran mayoría de las personas que miran con simpatía esta movilización están preocupadas por la educación.
Joaquín Lavín, 2 de julio de 2011.

### Respuestas gubernamentales y represión policial (julio de 2011)

#### Primera propuesta del gobierno

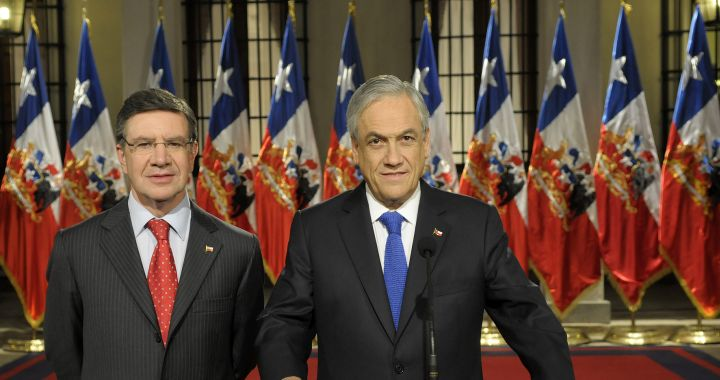
El presidente Sebastián Piñera anuncia junto al —en ese entonces— ministro de Educación Joaquín Lavín, un paquete de propuesta en que destaca el llamado «Gran Acuerdo Nacional de la Educación».

El día 5 de julio, a través de la televisión pública y privada en cadena nacional, el presidente Sebastián Piñera comunicó las reformas educacionales que se realizará para intentar satisfacer las demandas estudiantiles. Los planes se centran principalmente en el proyecto GANE («Gran Acuerdo Nacional de la Educación») y el FE («Fondo por la Educación»), este último constando con un fondo de 4.000 millones de dólares. Este dinero provendrá del «Fondo de Estabilización Económica y Social» (FEES), con el cual se creará el FE y en donde se utilizará anualmente una cierta cantidad de dinero (cifra inferior a los 300 millones de dólares) generada a partir de los intereses para satisfacer los ofrecimientos del GANE.
Respecto de algunas de las principales demandas estudiantiles, Piñera anunció la creación de la Subsecretaría de Educación y de la Superintendencia de Educación Superior (encargada de fiscalizar que las universidades no tengan fines de lucro), y que se abriría el debate en torno al lucro en la educación superior, además afirmó que la estatización de la educación «constituye un grave error y daña profundamente tanto la calidad como la libertad de enseñanza».
El anuncio fue recibido con escepticismo por parte de los estudiantes, quienes levantaron fuertes críticas al respecto. Camila Vallejo afirmó que el discurso «fue una gran decepción y un retroceso», enfatizando que el abordaje propuesto respecto del lucro en la educación (prohibido legalmente pero difundido en varias instituciones) vulneraba el estado de Derecho y que el gobierno se negaba tajantemente a la principal reforma solicitada por los estudiantes respecto a la desmunicipalización. Senadores de la Concertación también manifestaron críticas, apuntando a que las medidas no tenían «sintonía con las movilizaciones estudiantiles». Tras los anuncios, estudiantes de la Universidad de Chile salieron desde la Casa Central de dicha institución a manifestarse contrarios a las propuestas, tomándose por algunos minutos parte de la calzada de la Alameda, siendo fuertemente reprimidos por Fuerzas Especiales de Carabineros.

#### Marcha del 14 de julio

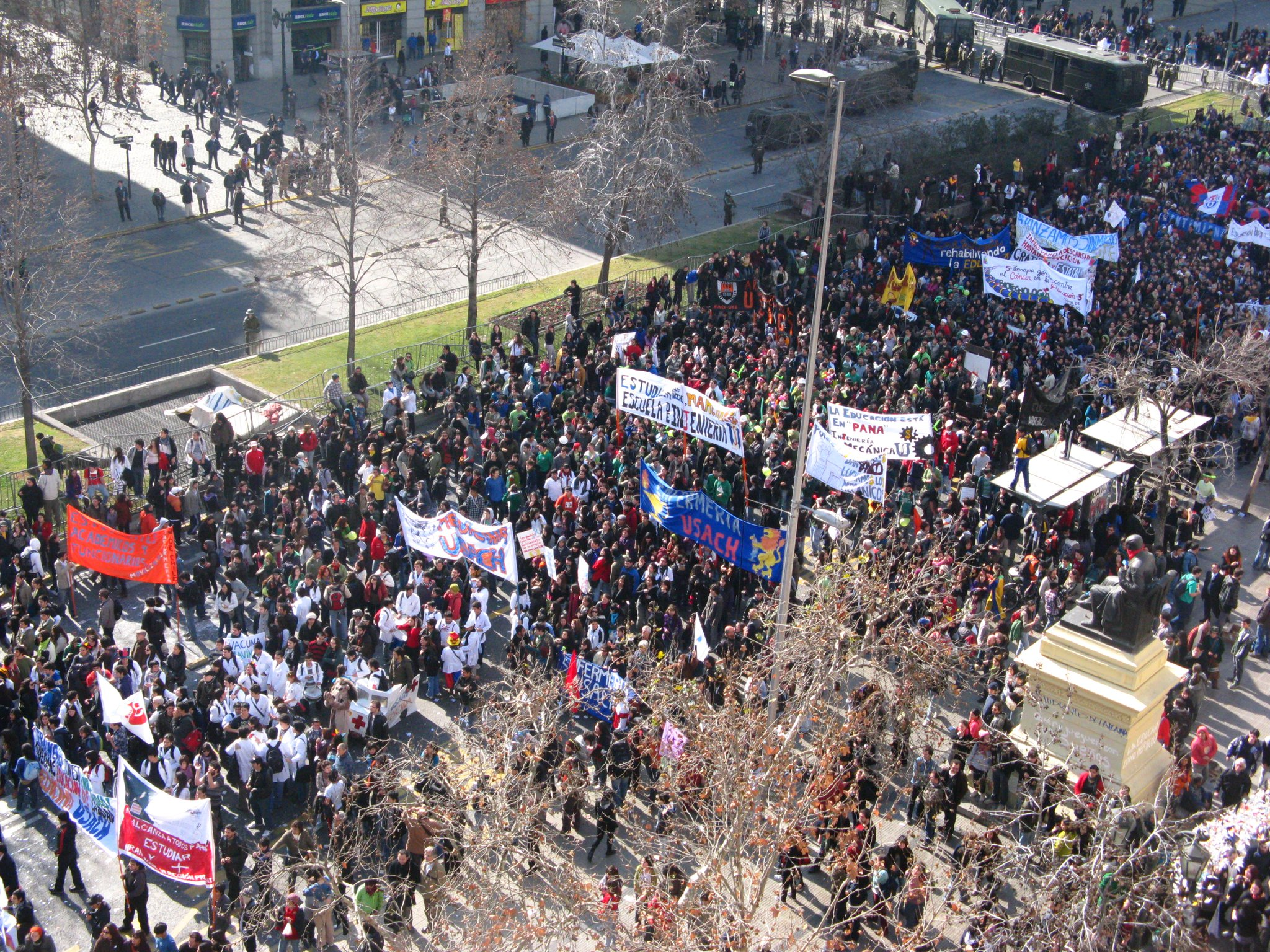
Estudiantes marchando por la Alameda, el 14 de julio de 2011.

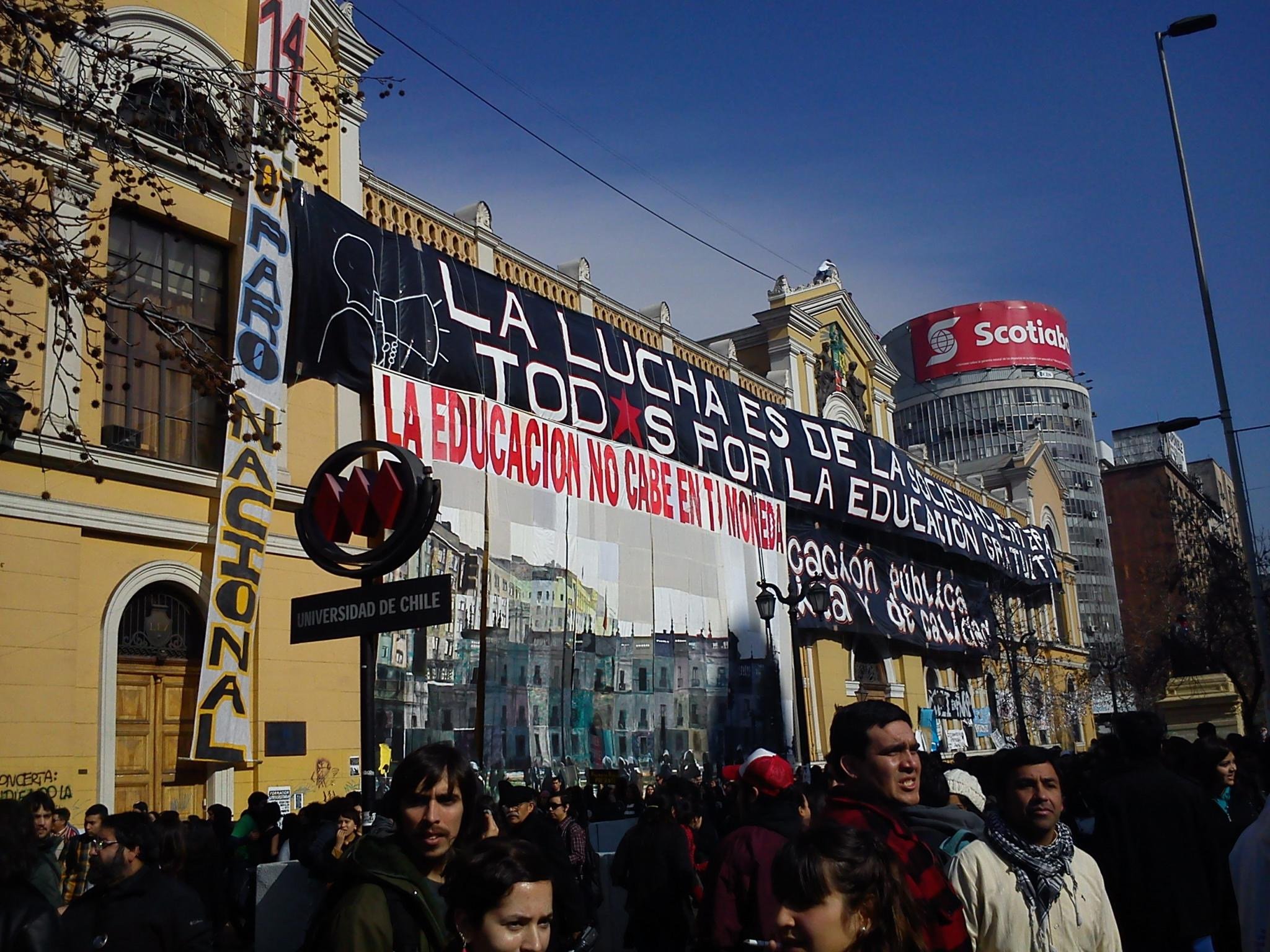
Casa Central de la Universidad de Chile durante la marcha del 14 de julio. Los lienzos dicen: «La lucha es de la sociedad entera: tod★s por la educación gratuita» y «La educación no cabe en tu Moneda».

Luego de los anuncios del gobierno, las principales organizaciones establecieron un comité alternativo que sirviera de contrapeso al GANE. El denominado «Gran Acuerdo Social por la Educación» se conformó inicialmente por la Confederación de Estudiantes de Chile (Confech), la Coordinadora Nacional de Estudiantes Secundarios y el Colegio de Profesores. Días más tarde se sumó el respaldo de federaciones de microempresarios, pobladores, trabajadores del cobre, funcionarios universitarios y federaciones de estudiantes mapuche, entre otros.
Tras las manifestaciones del 30 de junio, el intendente metropolitano Fernando Echeverría anunció que no permitiría más marchas por la Alameda, luego de anunciar que en dicha oportunidad hubo 38 detenidos por desórdenes y daño a la propiedad pública en Santiago. La advertencia, sin embargo, fue ignorada por los principales grupos de presión que anunciaron una nueva movilización para el día 14 de julio para manifestar el rechazo a las propuestas del gobierno. Al solicitar permiso a la intendencia, esta rechazó inicialmente la marcha y finalmente permitió que se realizara en la Alameda, pero desde el frontis de la Estación Central de Santiago hacia el oriente hasta Los Héroes. La Confech acusó que el cambio de trazado pretendía “bajarle el perfil a las movilizaciones” por lo que convocó a marchar desde Plaza Baquedano hacia el poniente hasta Los Héroes.
Pese a las advertencias del gobierno de disolver la marcha, ningún estudiante apareció finalmente en la Estación Central y todos se agruparon en Plaza Baquedano, aunque con menor convocatoria de la esperada. Debido a la multitud, Carabineros decidió dar el permiso y el intendente Echeverría afirmó que serían las fuerzas de seguridad las que decidirían cuando disolver la manifestación. La acción del intendente fue criticada por el alcalde Pablo Zalaquett quien manifestó que el permiso demostraba que “la autoridad se vio sobrepasada” y que daba “la sensación que aquí se puede hacer cualquier cosa”. Echeverría respondió que actuar de otra forma hubiera desatado una batalla campal. El número de asistentes nuevamente tuvo variadas cifras: mientras el gobierno habló de 15 mil, los organizadores dijeron que participaron 100 mil en Santiago y otros miles en diferentes ciudades.
Al igual que en otras oportunidades, al final de la marcha mayoritariamente pacífica, comenzaron algunos acciones vandálicas que fueron reprimidas con fuerza por Carabineros, quienes detuvieron a 62 personas. El accionar de la policía fue duramente criticado por los organizadores de la marcha acusándolo de excesivo e irregular. Autoridades de la Universidad de Chile denunciaron que Carabineros, sin provocación alguna, bombardeó la Casa Central de dicha institución con bombas lacrimógenas e impidiendo la salida de los estudiantes y académicos que se encontraban dentro.

Se notó que aquí hay una determinación política que traspasa al Intendente y viene del Ministerio del Interior, Carabineros tiene que responder. En un momento se nos abrió el paso y después se atacó directamente a la manifestación mientras nadie hacía nada
Camila Vallejo, 14 de julio de 2011.

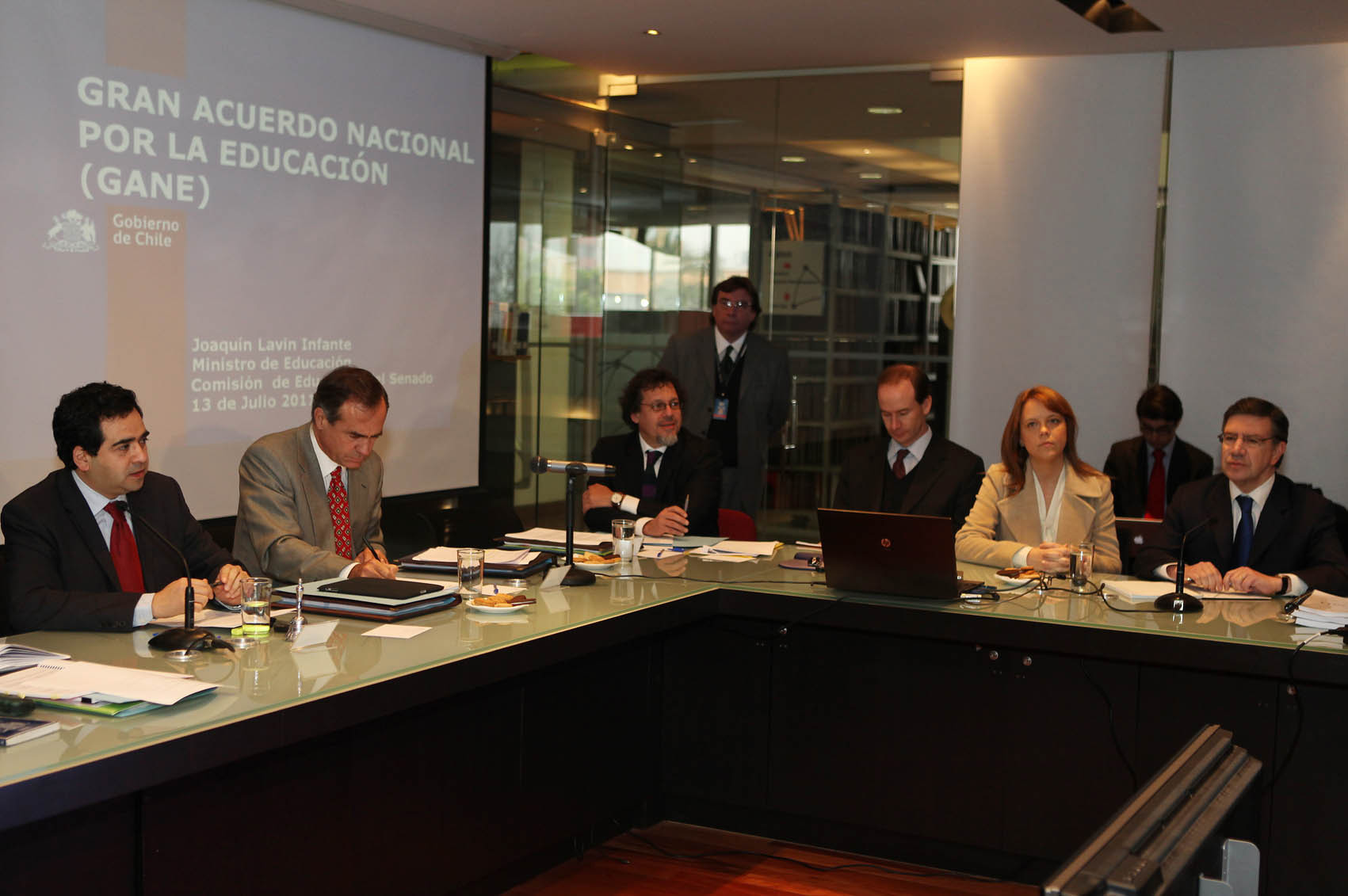
Los ministros Joaquín Lavín y Ena von Baer presentan el GANE ante la comisión de Educación del Senado de Chile.

El gobierno, en tanto, criticó duramente a los organizadores producto de los incidentes al final de la marcha. El ministro del Interior subrogante, Rodrigo Ubilla, anunció querellas contra los organizadores, mientras la vocera del gobierno Ena von Baer dijo que el movimiento era intransigente, que estaba perdiendo fuerza.

El señor Gajardo, presidente del Colegio de Profesores, más algunos estudiantes de distintas organizaciones, desafiaron a la autoridad y sin hacerle caso respecto de este recorrido optaron por repetir el recorrido Plaza Italia - Plaza Los Héroes. [...] Ellos garantizaron que iba a respetar el orden y que no se iban a producir desmanes. Nuevamente, como ha sido ya característico estos tres jueves, se ha producido daños y enfrentamientos entre estos estudiantes y la autoridad de Carabineros. Creemos, al igual como lo dijo el alcalde Zalaquett, que esto no puede seguir así. [...] Buscaremos todos los mecanismos jurídicos para que los responsables de la convocatoria, el señor Gajardo, el Colegio de Profesores, los estudiantes, asuman la responsabilidad. En esta ocasión ellos están jugando con fuego, en la medida que esta marcha no estaba autorizada por este recorrido. Hoy día son ellos los responsables de los desmanes que están sucediendo en Santiago
Rodrigo Ubilla, 14 de julio de 2011.

Si siempre vamos a terminar en violencia, si es que no son capaces de que las marchas no terminen en violencia, entonces para qué seguir marchando.
Ena von Baer, 14 de julio.

#### Cambio de gabinete

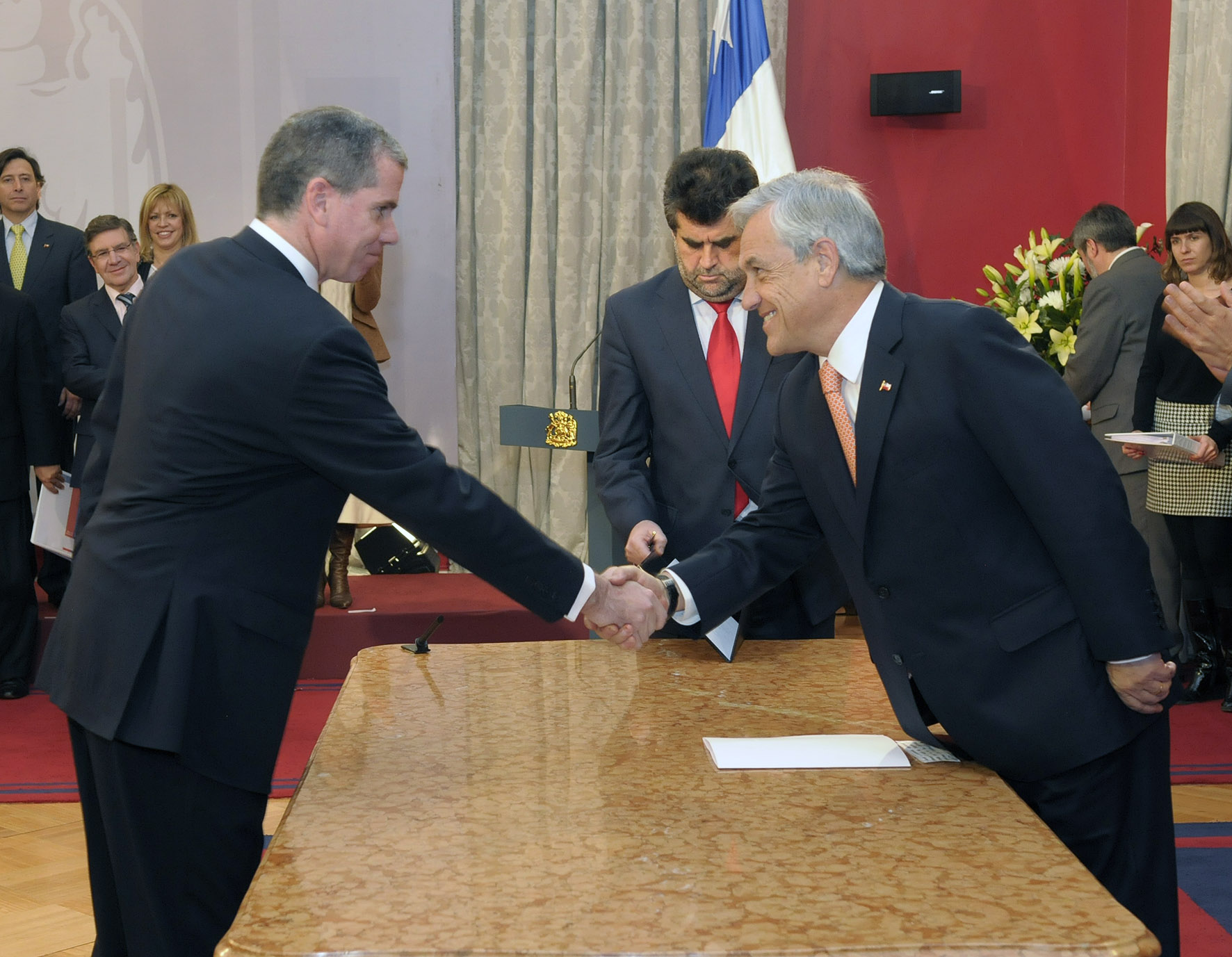
Juramento de Felipe Bulnes como nuevo ministro de Educación.

El 18 de julio, el presidente Piñera realizó un importante cambio de gabinete, incluyendo a algunos participantes en el conflicto con los estudiantes. La vocera del gobierno Ena von Baer fue reemplazada por el senador Andrés Chadwick, mientras Joaquín Lavín dejó la cartera de Educación en manos del hasta ese entonces ministro de Justicia Felipe Bulnes, y asumió el Ministerio de Planificación, reemplazando a Felipe Kast en el cargo de este ministerio. En tanto, el intendente Fernando Echeverría asumió el Ministerio de Minería. La salida de Lavín, si bien no fue considerada por Camila Vallejo como un triunfo de las movilizaciones, sí lo llamó “un avance y responde a una necesidad”.
Al día siguiente, Bulnes participó junto al presidente Piñera en su primera labor como ministro, inaugurando una nueva sede del Instituto Profesional DuocUC. En dicha ocasión, el nuevo ministro aseguró que, si bien “los estudiantes tenían el mérito de haber hecho sentir su voz, haber generado un consenso en cuando a la reforma que hay que implementar”, llamó a los estudiantes a deponer los paros y las marchas y que venía “el tiempo de sentarnos a trabajar para construir con las distintas fuerzas políticas y con el aporte de ellos las soluciones que el país necesita”. En la misma ceremonia, el presidente Sebastián Piñera se refirió también al tema y mencionó que había que analizar la educación desde su perspectiva como bien de consumo.

Requerimos, sin duda, en esta sociedad moderna una mucho mayor interconexión entre el mundo de la educación y el mundo de la empresa, porque la educación cumple un doble propósito: es un bien de consumo. [...] Significa conocer más, entender mejor, tener más cultura, poder aprovechar mejor los instrumentos y las oportunidades de la vida para la realización plena y personal de las personas, pero también la educación tiene un componente de inversión.
Presidente Sebastián Piñera, 18 de julio.

#### Denuncias contra Carabineros

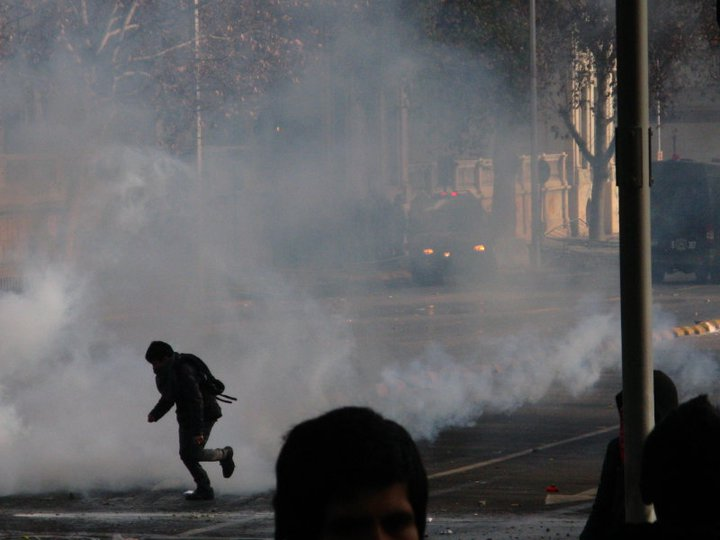
Carabineros fue denunciado por infiltrar algunos de sus miembros sin permiso judicial durante incidentes posteriores a las marchas.

El 21 de junio, estudiantes de la Universidad Central de Chile denunciaron agresiones físicas por parte del Grupo de Operaciones Policiales Especiales de Carabineros de Chile que ingresaron al Campus Almagro Norte de la casa de estudios tras una marcha del mes de abril. Estas denuncias fueron respaldadas por los registros de las cámaras de seguridad del campus, en los cuales se aprecia a funcionarios policiales propinando a los estudiantes golpes de pies y puños y con bastones, perdiendo incluso uno de ellos aparentemente la conciencia al golpearse la cabeza y caer al suelo, tras lo cual es golpeado y aplastado por carabineros. El hecho fue condenado por parte del Instituto Nacional de Derechos Humanos:

Las imágenes que hemos visto dan cuenta de una acción de violencia desmedida hacia los estudiantes, situación que debe ser investigada y sancionada por las autoridades que corresponden, más aún cuando estamos viviendo una serie de movilizaciones de distintos sectores de la sociedad y particularmente de los estudiantes.
Lorena Fries, Directora del Instituto Nacional de Derechos Humanos, 22 de junio de 2011.

El 25 de junio, un grupo de estudiantes se manifestó frente a la sede de la Unesco en Chile, siendo detenidos por carabineros. Al día siguiente, la dirigenta de la ACES Laura Ortiz acusó haber sido obligada junto a otras compañeras a desnudarse para luego ser tocadas e insultadas por una policía. Ortiz denunció también que un menor de edad llegó a un centro de salud inconsciente luego de ser detenido y que muchos otros presentaban marcas de violencia. La denuncia se sumó a la de otros casos en que se habría ocupado violencia excesiva de carabineros durante el desalojo de establecimientos educacionales en diversas ciudades del país.
A mediados de julio, habitantes de localidad de Dichato, en la Región del Biobío al sur de Chile, iniciaron una serie de protestas debido a los retrasos en las obras de reconstrucción luego del terremoto de febrero de 2010 en la zona. Las protestas fueron fuertemente reprimidas por Carabineros, generando fuertes críticas. Grupos de estudiantes que estaban participando en las movilizaciones estudiantiles en la cercana ciudad de Concepción se plegaron a las demandas de los habitantes de Dichato y salieron a protestar la noche del 21 de julio a la Plaza Perú. Allí, los estudiantes se enfrentaron a Carabineros, quienes detuvieron a Recaredo Gálvez, secretario general de la Federación de Estudiantes de la Universidad de Concepción (FEC).

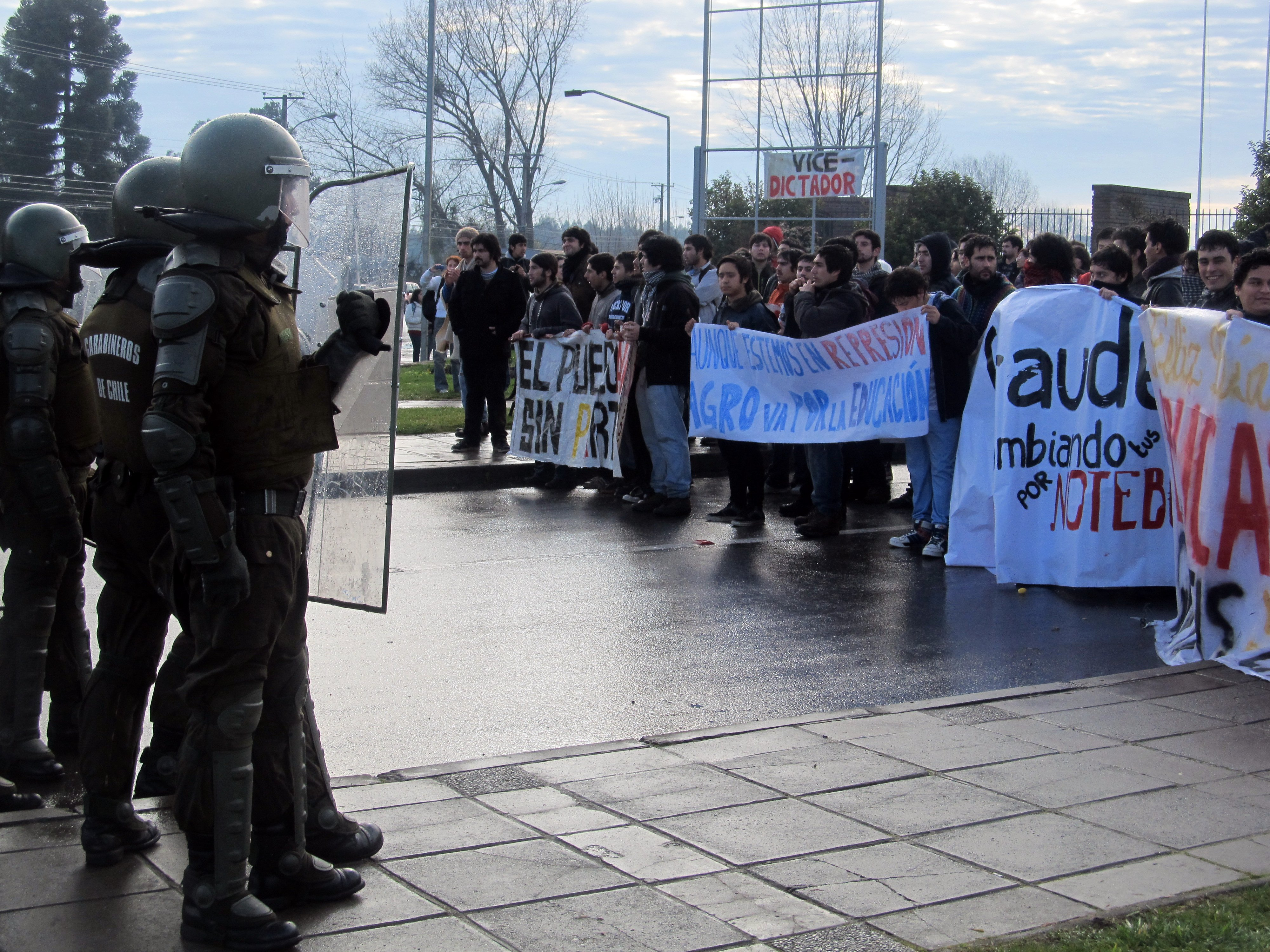
Manifestantes marchando frente a Fuerzas Especiales de Carabineros.

Carabineros acusó a Gálvez de porte ilegal de armas y homicidio frustrado al lanzar una bomba molotov a miembros de fuerzas especiales durante los enfrentamientos, dejando al estudiante de ciencias políticas en prisión preventiva. Sin embargo, estas acusaciones fueron rechazadas por miembros de la FEC, quienes denunciaron a Carabineros de un montaje. El presidente de la FEC, Guillermo Peterson, afirmó que “es una ridiculez pensar que un dirigente de la federación pudiera estar participando de un hecho así. Nos están cargando para amedrentarnos, para debilitar el movimiento, pero seguiremos adelante”. La detención de Gálvez se convirtió así en un estandarte de lucha para los estudiantes, quienes exigieron su inmediata liberación. Gálvez, aún detenido, envió un comunicado donde denunció ser víctima de un montaje, negó el uso de bombas molotov por su parte, acusó que no existían pruebas y que fue golpeado por carabineros durante su detención hasta dejarlo inconsciente. La denuncia de Gálvez fue posteriormente avalada por la asociación de funcionarios del Hospital Regional de Concepción, quienes señalaron que Gálvez fue llevado a dicha institución “en notorio estado de inconsciencia” por carabineros, quienes habrían impedido la realización de un escáner y otros exámenes, además de la atención de urgencia que el detenido requería debido a sus lesiones en la cabeza. Las denuncias fueron recogidas por los senadores Alejandro Navarro y Ximena Rincón quienes presentaron una querella ante la Fiscalía Militar por la actuación de Carabineros, mientras el Partido por la Democracia manifestó su preocupación por las denuncias y llamó a recordar el principio de presunción de inocencia sobre Gálvez. El estudiante finalmente fue liberado tras estar seis días en prisión luego de que la Corte de Apelaciones de Concepción votara unánimemente a su favor.
Esa misma semana, el programa de reportajes En la mira de Chilevisión realizó un reportaje sobre las marchas estudiantiles. El reportaje investigó el porqué de la violencia al final de las diversas marchas, y en ella se identificó a agitadores, que participaban constantemente en estas y que luego de iniciar los hechos de violencia, se retiraban del lugar. Otros videos confirmaron la participación de carabineros infiltrados como civiles dentro de la marcha, lo que fue rechazado inicialmente por la institución. Días después, y ante las críticas respecto al uso de infiltrados, el general director Eduardo Gordon justificó su uso como “preventivo” ante posibles hechos de violencia. Sin embargo, el 29 de julio, durante una protesta en Avenida Providencia, Carabineros habrían sacado sus armas de servicio para disolver la marcha y luego habrían perseguido a los estudiantes para detenerlos.

## Segunda etapa: apogeo de las manifestaciones

### El «Invierno chileno» (agosto de 2011)

#### Segunda propuesta del gobierno

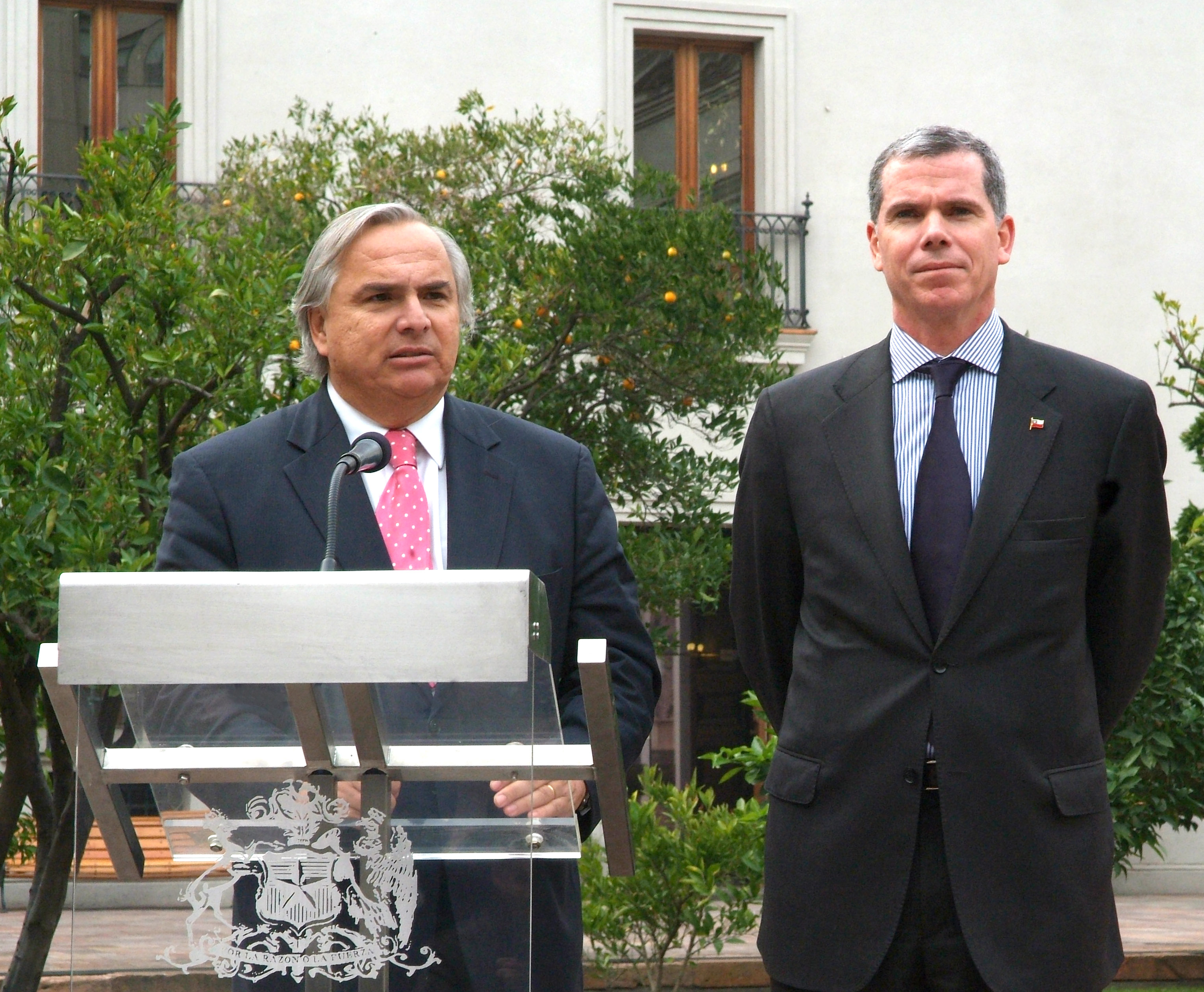
El ministro Secretario General de Gobierno, Andrés Chadwick, y el ministro de Educación, Felipe Bulnes, dan declaraciones a la prensa sobre el fallido encuentro con los presidentes de la Concertación, el 27 de junio.

El 27 de julio se había agendado una cita de los presidentes de los cuatro partidos de la Concertación con el presidente Piñera en La Moneda, sin embargo estos se reunieron antes con los dirigentes estudiantiles en el edificio del ex Congreso Nacional, quienes les pidieron no asistir al palacio de gobierno para que se evitaran negociaciones paralelas entre los distintos actores involucrados, a lo que estos accedieron. Tras el fallido encuentro, se agendó una reunión entre el ministro de Educación y los estudiantes en la tarde de ese mismo día, donde Felipe Bulnes se comprometió a dar una propuesta para solucionar el conflicto, teniendo como plazo máximo el día lunes siguiente.
El 1 de agosto el ministro Bulnes dio a conocer el documento «Políticas y propuestas de acción para el desarrollo de la educación chilena», que contiene 21 medidas entre las que destacan la desmunicipalización de la educación pública y la reformulación del sistema de becas y créditos para la educación superior, además de otras ya mencionadas en la primera propuesta gubernamental, como la creación de una Superintendencia de Educación Superior, que tendría como fin la fiscalización de la prohibición del lucro en la educación. Horas más tarde de haberse dado a conocer las nuevas medidas, múltiples barricadas se levantaron en distintos puntos de Santiago demostrando el descontento e inconformidad frente al ofrecimiento realizado por el gobierno, las que se prolongaron durante el día martes 2 de agosto, siendo llevadas a cabo principalmente por estudiantes secundarios.

#### Incidentes del 4 de agosto y reacciones

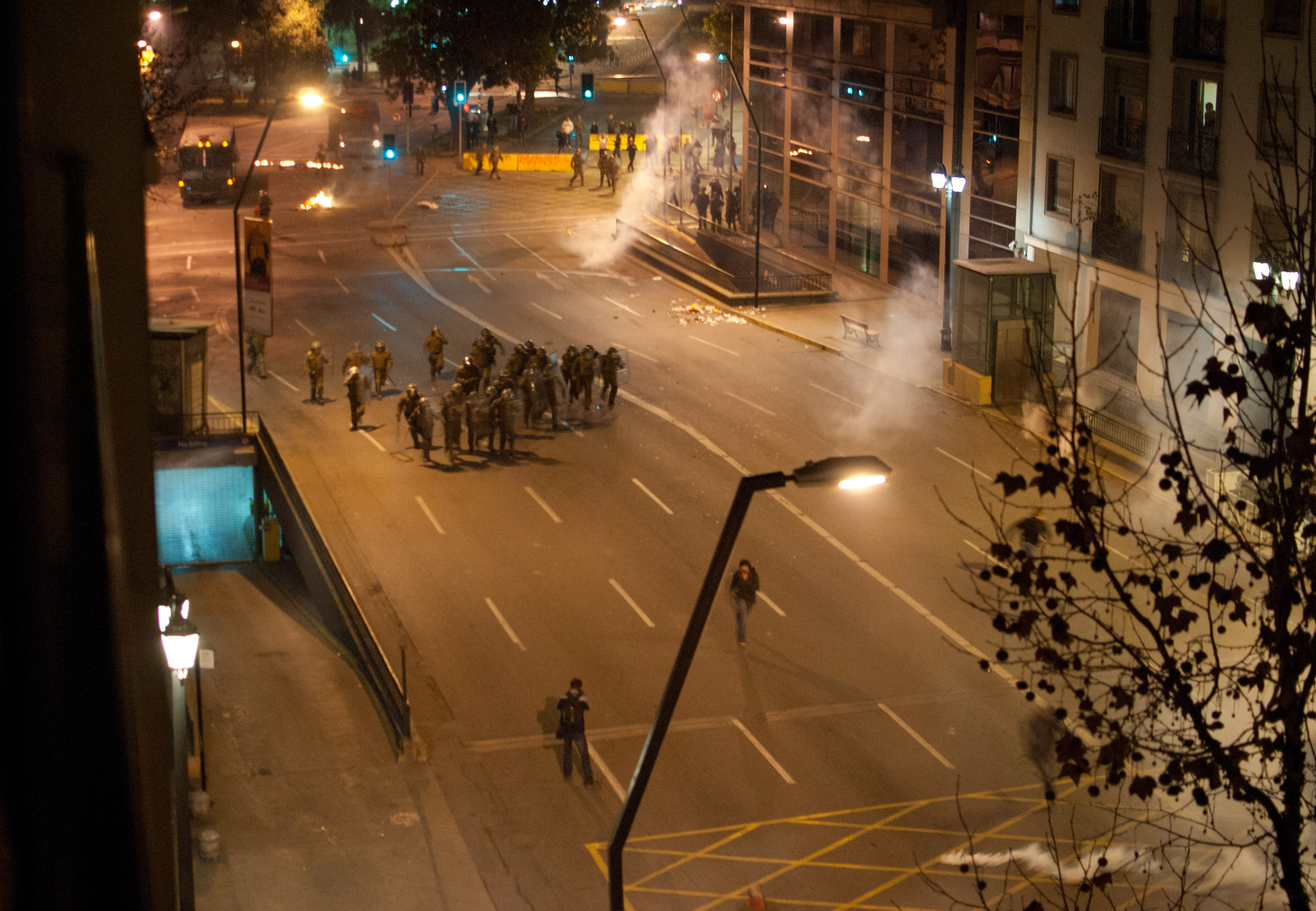
Carabineros dispersan manifestantes en las cercanías del Museo Nacional de Bellas Artes.

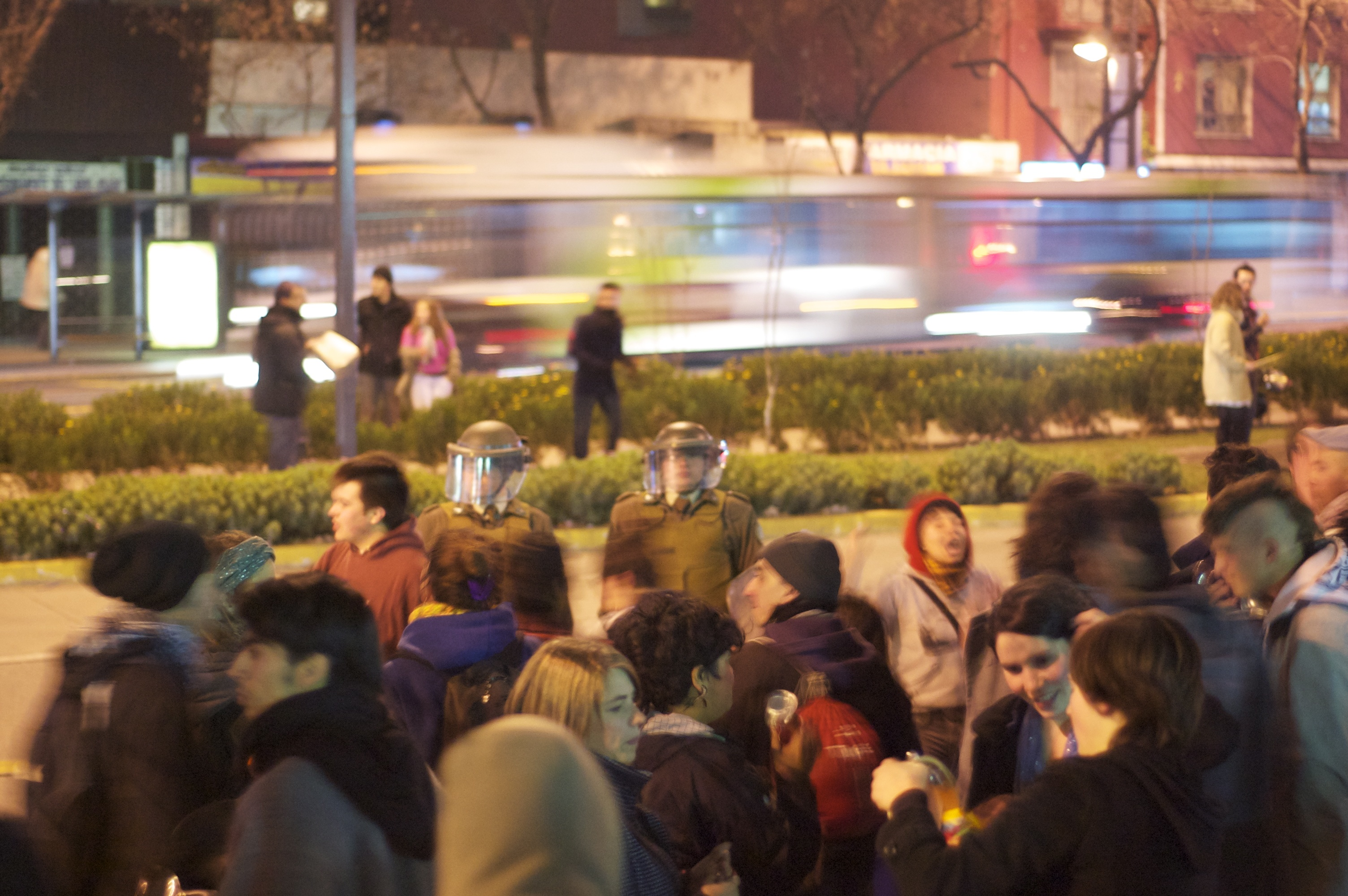
Cacerolazo en la comuna de Providencia, la noche del 4 de agosto.

A pesar de que la Confech y el Colegio de Profesores se comprometieron a responder oficialmente a la propuesta del gobierno el viernes 5 de agosto, durante los días previos once federaciones de estudiantes de universidades pertenecientes al Consejo de Rectores rechazaron el documento presentado por el ministro Bulnes. Para el 4 de agosto se convocó a dos marchas, una matutina de los estudiantes secundarios y una vespertina de los universitarios, las que no contaron con el permiso de las autoridades. Ese día se realizaron algunas barricadas en Santiago al amanecer, por lo que se necesitó la intervención de Carabineros para restablecer el flujo vehicular. Ninguna de las dos marchas planeadas pudo concretarse, pues Carabineros reprimió duramente a los estudiantes que llegaban a Plaza Baquedano en la capital chilena, punto de reunión de ambas manifestaciones, mediante el uso de carros lanza agua y gas lacrimógeno. Además, funcionarios del Metro de Santiago impidieron a algunos estudiantes el uso de este medio de transporte público, con el objetivo de evitar que llegaran a los puntos de manifestación. La Confech llamó al gobierno a dar una nueva propuesta dentro de seis días, lo que fue criticado por el ministro Secretario General de Gobierno Andrés Chadwick, quien afirmó que "al gobierno no se le emplaza de esa manera".

En su desesperación y desinterés de responder a las problemáticas sociales, hacemos responsable al gobierno actual, que ataca y reprime autoritariamente a la población en general, incluso atentando contra la vida de nuestros propios compañeros. Incitamos al gobierno a dar respuestas serias, concretas y coherentes con nuestras demandas históricas.
Patricio Contreras, presidente de la Federación de Estudiantes de la Universidad de Los Lagos.

Camila Vallejo, presidenta de la FECh, llamó a realizar un cacerolazo —forma de protesta creada durante la Unidad Popular y continuada durante la dictadura de Pinochet— durante la noche del 4 de agosto, en rechazo al actuar de la policía. Finalmente durante la jornada fueron detenidas 874 personas, hubo 90 carabineros heridos y un local de la tienda por departamentos La Polar —envuelta ese año en una crisis crediticia— fue saqueado e incendiado. La Comisión Interamericana de Derechos Humanos dio a conocer, a través de un comunicado, su preocupación por lo ocurrido el 4 de agosto, debido a la forma en que el Estado de Chile restringió ciertos derechos fundamentales como el de expresión, reunión y manifestación. Según el órgano, "el uso de la fuerza en manifestaciones públicas debe ser excepcional y en circunstancias estrictamente necesarias conforme a los principios internacionalmente reconocidos".
El 5 de agosto los estudiantes universitarios y secundarios y el Colegio de Profesores convocaron a una conferencia en conjunto para rechazar oficialmente la propuesta del gobierno. Ese día el presidente Piñera viajó a Copiapó para conmemorar un año del derrumbe en la mina San José, en donde manifestantes interrumpieron la ceremonia oficial en apoyo al movimiento estudiantil. La organización de estudiantes chilenos en Argentina convocó una marcha en Buenos Aires, realizada el 5 de agosto, con el fin de mostrar su apoyo al movimiento estudiantil chileno, en la que participaron un centenar de estudiantes y otras organizaciones de izquierda del país trasandino. La Coordinadora Metropolitana de Estudiantes Secundarios y la Agrupación de Padres y Apoderados de Santiago llamaron a una marcha familiar de estudiantes y apoderados para el domingo 7 de agosto —coincidiendo con la celebración del Día del Niño en Chile— la cual fue permitida por la Intendencia Metropolitana y que tuvo alrededor de 60 mil asistentes según sus organizadores, aunque las autoridades cifraron en 50 mil la cantidad de manifestantes.

#### Marcha del 9 de agosto

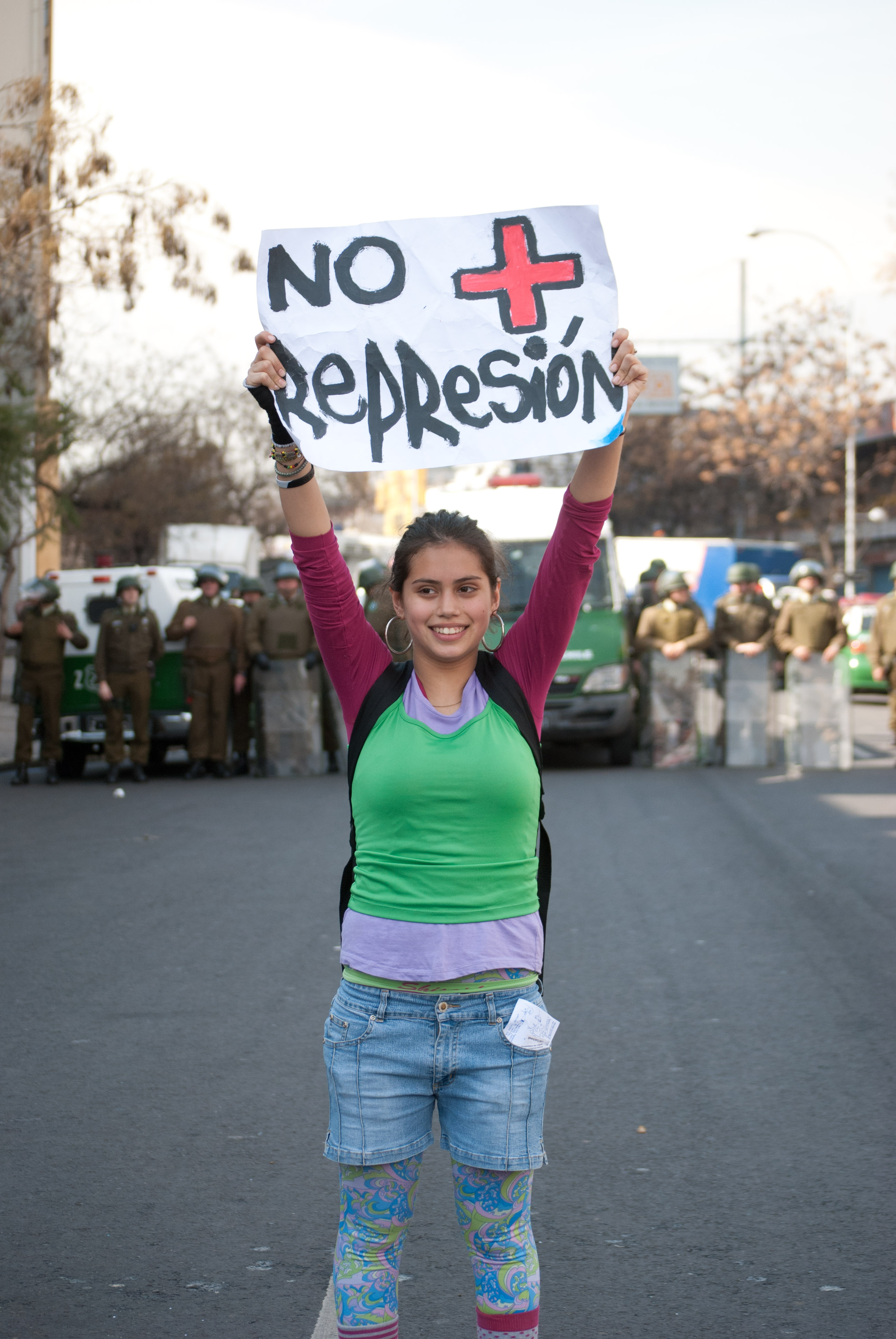
«No más represión». Cartel durante la protesta del 9 de agosto, representado por una estudiante secundaria.

El 9 de agosto la Confech, la Coordinadora Nacional de Estudiantes Secundarios (Cones) y el Colegio de Profesores convocaron a un paro nacional por la educación, respaldado por diversos actores sociales y gremiales, como la Confederación de Trabajadores del Cobre, la Central Unitaria de Trabajadores de Chile (CUT), la Agrupación Nacional de Empleados Fiscales (ANEF), y otras 42 organizaciones. En Santiago la marcha fue autorizada por la Intendencia Metropolitana en un recorrido desde la Universidad de Santiago al Parque Almagro, y tuvo una convocatoria de 150 mil personas según los organizadores y de 70 mil según Carabineros. En los alrededores del Paseo Bulnes hubo incidentes protagonizados por encapuchados, que causaron daños estimados en más de 75 millones de pesos por el alcalde de Santiago, Pablo Zalaquett, incluyendo el incendio de un automóvil y el ataque a un edificio. Durante la jornada hubo 396 detenidos y 55 efectivos policiales heridos.
En Valparaíso, manifestantes intentaron retener a un hombre encapuchado que lanzaba piedras, el cual huyó y fue protegido por la guardia del edificio del Congreso Nacional de Chile, al identificarse como funcionario policial infiltrado en la manifestación. Tras ello, fue trasladado del lugar en un vehículo institucional y con protección policial. Los diputados Sergio Aguiló, Lautaro Carmona, Hugo Gutiérrez y Guillermo Teillier pidieron al jefe de la guardia del Congreso, comandante Hernán Silva, la identificación del efectivo policial, lo cual les fue negado. El hecho generó la reacción de la mesa directiva del Senado, la cual pidió la investigación de la denuncia. Posteriormente el propio vocero de Gobierno Andrés Chadwick señaló que el Ejecutivo pedirá un informe a Carabineros por la situación.

#### Tercera propuesta gubernamental
Tras una propuesta del Congreso Nacional respecto a formar una mesa de diálogo, el día 13 de agosto la Confech decidió rechazar la idea debido a la ausencia de garantías de que esta instancia tratara efectivamente los temas propuestos por el movimiento estudiantil. Pese al rechazo de la mesa de diálogo, los estudiantes participaron de una sesión de la Comisión de Educación del Senado respecto a un proyecto de ley ingresado en el que se prohibía la entrega de recursos estatales a instituciones con fines de lucro. En la sesión de más de cinco horas, que contó con la participación de representantes de la organización Educación 2020, los estudiantes valoraron la instancia y el proyecto como un «avance» pero no una solución definitiva a sus demandas. Además, plantearon, que en caso de una posible mesa de diálogo, no aceptarían la participación de senadores designados como Ena von Baer, quien asumió dicho cargo tras ser removida de su cargo de vocera del gobierno un mes antes.
El día 17 de agosto, el ministro Felipe Bulnes anunció una nueva propuesta con el fin de terminar las movilizaciones. La nueva propuesta incluye un sistema mixto de becas y créditos para los tres primeros quintiles de la población, reprogramación de los créditos actuales de 110 mil personas para sacar a los estudiantes de Dicom y reducir la tasa de interés del crédito con aval del estado del 5,6 % al 2 %. También se prometió enviar en menos de 40 días un proyecto de desmunicipalización de la educación pública, pasando los colegios a manos de organismos públicos descentralizados, crear una Superintendencia de Educación Superior para fiscalizar que las instituciones universitarias efectivamente no tengan fines de lucro y proponer una reforma a la Constitución estableciendo el derecho a una educación de calidad. La propuesta del gobierno fue nuevamente rechazada por los dirigentes del movimiento: Camila Vallejo denunció que la propuesta contaba con muchos vacíos y que perpetuaba el sistema de endeudamiento para los sectores más necesitados. El senador Jaime Quintana (PPD) exclamó que la propuesta equivalía a “traspasarle 100 mil millones de pesos a los bancos”.

Pregunto al ministro Bulnes: ¿llevamos tres meses movilizados para que el Gobierno haga valer una Ley? Es una responsabilidad que hace mucho tiempo debió asumirse dentro de los marcos del estado de derecho. [...] Es insuficiente solamente limitar los recursos a quienes lucren con los recursos fiscales. Una pregunta es si se está legitimando el lucro en los institutos profesionales y técnicos, en las escuelas privadas subvencionadas.
Camila Vallejo, 17 de agosto de 2011.

#### Marchas «de los paraguas» y «de los remolinos»

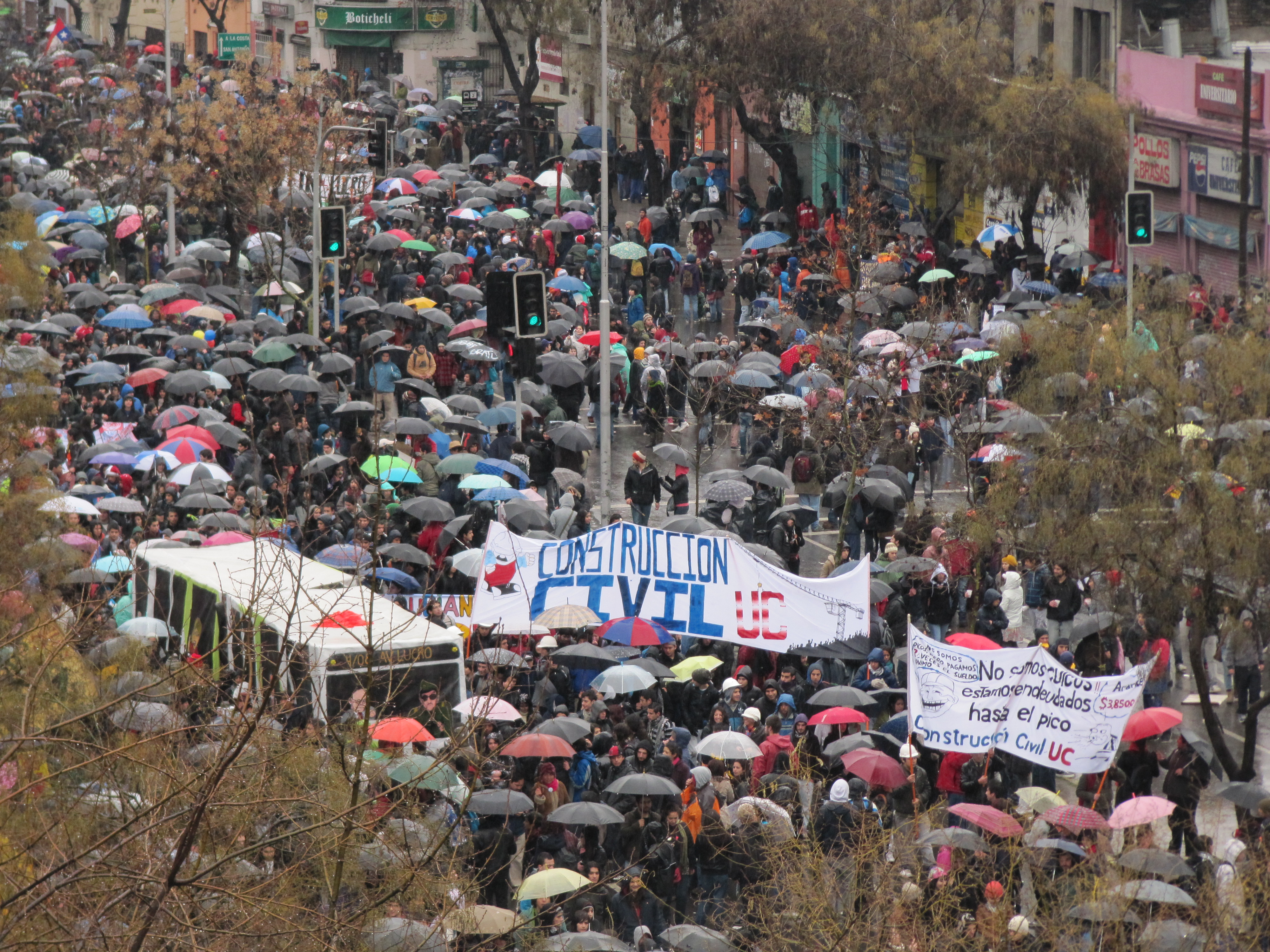
Vista parcial de la «Marcha de los paraguas» desde la Facultad de Ciencias Físicas y Matemáticas de la Universidad de Chile.

Al día siguiente del anuncio del gobierno, una nueva marcha se realizó en las calles de Santiago, Concepción, Valparaíso y otras ciudades. En la capital, mientras llovía y en algunos sectores de la ciudad nevaba de forma inusual, la marcha se desarrolló pacífica y según los organizadores atrajo a más de 100.000 personas, pese al clima desfavorable, lo que le dio el apelativo de «Marcha de los paraguas». 15 mil personas llegaron a manifestarse en Concepción, 10 mil en Valparaíso y Temuco y 3.500 en Valdivia. Aun cuando no se registraron incidentes importantes, especialmente debido a que los mismos estudiantes detuvieron a algunos encapuchados, el presidente Piñera criticó las movilizaciones:

Estoy absolutamente convencido que el camino para hacer de Chile un país más libre, justo, más próspero, más solidario no es el camino de las piedras, de la violencia y de las bombas molotov, eso no conduce a ninguna parte. [...] Ese camino ya lo conocimos en el pasado y nos llevó al quiebre de la democracia, a la pérdida de la sana convivencia y tuvo muchas otras consecuencias.
Sebastián Piñera, 18 de agosto de 2011.

Al día siguiente, estudiantes del archipiélago de Chiloé se tomaron las plataformas de desembarco de transbordadores en Chacao, dejando a la isla incomunicada del continente por un par de horas. Carabineros disolvió la manifestaciones con carros lanza-agua y bombas lacrimógenas, deteniendo a 11 estudiantes.
Para el día domingo 21 de agosto, una nueva marcha familiar fue organizada por los dirigentes estudiantiles, esta vez en el Parque O'Higgins de Santiago. El encuentro, llamado también como «Marcha de los remolinos», contó con un concierto con bandas invitadas, destacando Los Tres, Sol y Lluvia, Inti-Illimani e Illapu entre otros, finalizando con una versión de "El pueblo unido jamás será vencido" cantado en conjunto por diversos de los músicos invitados. Los asistentes llenaron la Elipse central del parque, sobrepasando las expectativas de la organización, que cifró en un millón de asistentes totales al evento durante todo el día. El gobierno cifró la asistencia en más de 100 mil personas, mientras otras fuentes independientes establecieron un número en torno a los 500 mil asistentes.
Durante esa misma semana, las condiciones de salud de tres alumnos de un colegio en Buin, que llevaban más de 30 días en huelga de hambre, empeoraron al decidir dejar de ingerir líquidos, mientras otro grupo de estudiantes de Santiago decidió unirse a la protesta, intentando aumentar la presión contra el gobierno de Sebastián Piñera. Una de las estudiantes debió ser ingresada de urgencia a un hospital, la cual solicitó al ministro de Salud Jaime Mañalich retractarse de las acusaciones que hizo a un apoderado del colegio respecto a manipular a los menores de edad y poner en riesgo sus vidas, argumentando que la decisión era personal y por una convicción. El día 25 de agosto, luego de diversos llamados a que bajaran la protesta, los estudiantes decidieron poner fin a la huelga de hambre tras 37 días. Si bien inicialmente el ministro Mañalich agradeció el fin de la situación, al día siguiente anunció que la huelga había sido falsa y que sólo una de las huelguista había persistido en no ingerir alimentos. El ministro calificó a los estudiantes de “cobardes y mentirosos” y de que no tenían “el heroísmo para mantener esa decisión”, declaraciones rechazadas por los estudiantes. Diputados opositores calificaron la declaración de Mañalich como “irresponsables”, lo denunciaron al Tribunal de Ética del Colegio Médico y lo convocaron a la Comisión de Salud de la Cámara de Diputados, mientras el presidente del Colegio Médico lamentó las afirmaciones de Mañalich. El director del Servicio de Salud Metropolitano Sur, a cargo de la atención de los huelguistas, dijo que si bien no tenía constancia de que hayan mantenido en su totalidad la huelga, los registros médicos sí mostraban una sustancial pérdida de peso.

#### Paro nacional de trabajadores

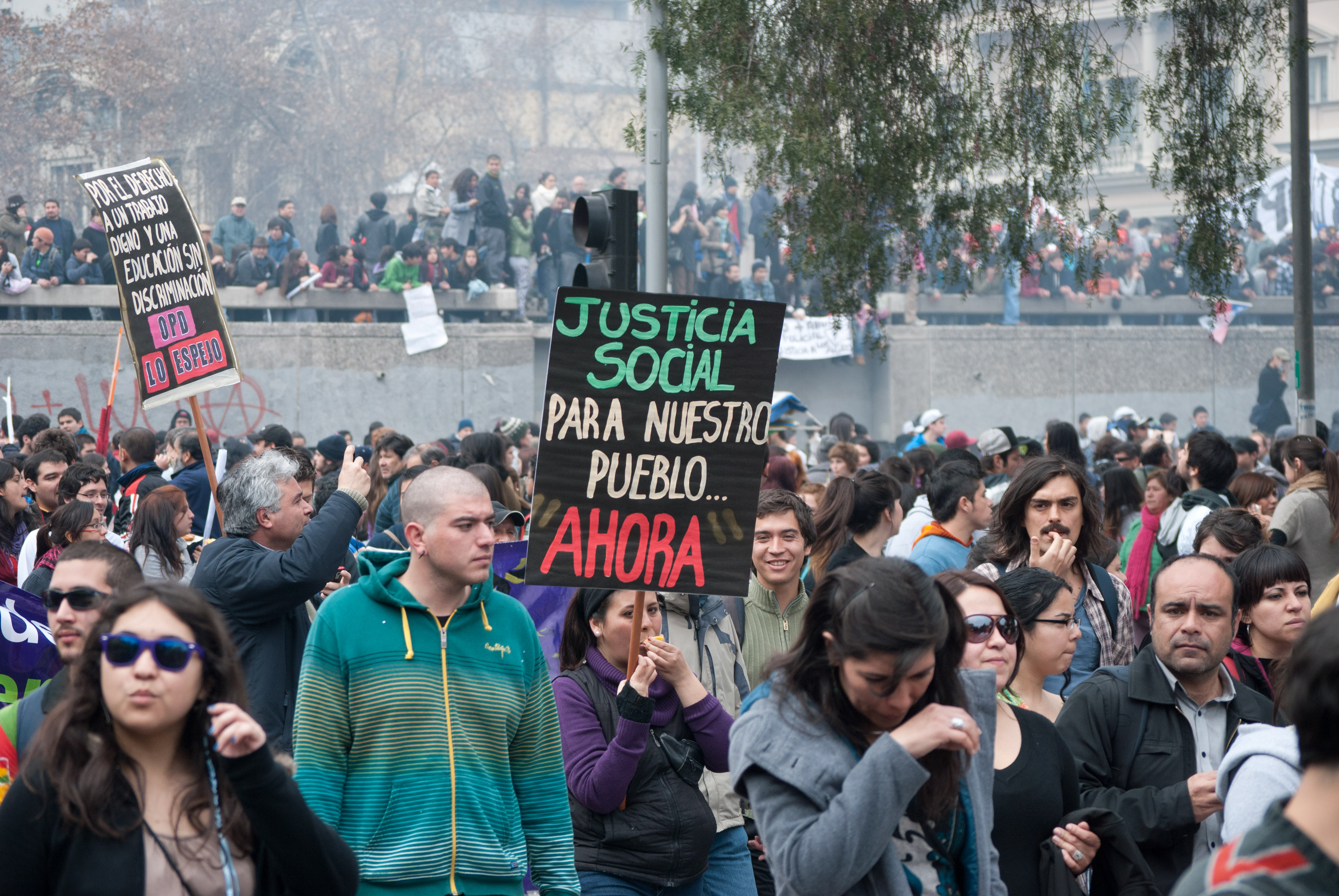
«Justicia social para nuestro pueblo ahora», cartel en la marcha del 25 de agosto.

La Central Unitaria de Trabajadores de Chile llamó a un paro para los días 24 y 25 de agosto a nivel nacional. La movilización, en apoyo de las demandas estudiantiles y las demandas propias del movimiento sindical, contó con el apoyo transversal de la Concertación pero fue fustigada en duros términos por la alianza gobernante, acusando “aprovechamiento político” de parte de la oposición. El presidente de la UDI Juan Antonio Coloma Correa acusó que el paro apuntaba a “cambiar la Constitución y las leyes” y que parecía que buscaba dividir al país; el senador concertacionista Eduardo Frei Ruiz-Tagle replicó que el gobierno debía asumir su responsabilidad y señaló que el ministro Rodrigo Hinzpeter estaba provocando a los movimientos sociales.
Durante el primer día de paro, se registraron diversos inconvenientes en las principales ciudades del país. Algunas barricadas y enfrentamientos ocasionales se vivieron en Santiago, que si bien tuvo un servicio relativamente normal de transporte público, mucha gente prefirió mantenerse en sus hogares. Situaciones similares se vivieron en Concepción, Valparaíso y Temuco. Las cifras oficiales de adhesión al paro fueron bajas: el gobierno mencionó un ausentismo del 14,3 %, alcanzando mayor participación en los sectores de educación y salud (adhesión cercana al 20 %). La Sofofa, en tanto, afirmó que la asistencia a fábricas fue de un 99 %, mientras la Cámara Nacional de Comercio sostuvo que no hubo ausentismo en el área pero sí se registró una caída en las ventas del 50 %. El gobierno calificó el llamado a paro como un «fracaso», lo que fue rebatido por los dirigentes de la CUT quienes afirmaron que el país no estaba viviendo una situación normal. En la noche se registraron varios focos de violencia, especialmente contra algunas comisarías y tiendas comerciales que fueron saqueadas, dejando a al menos tres carabineros heridos.

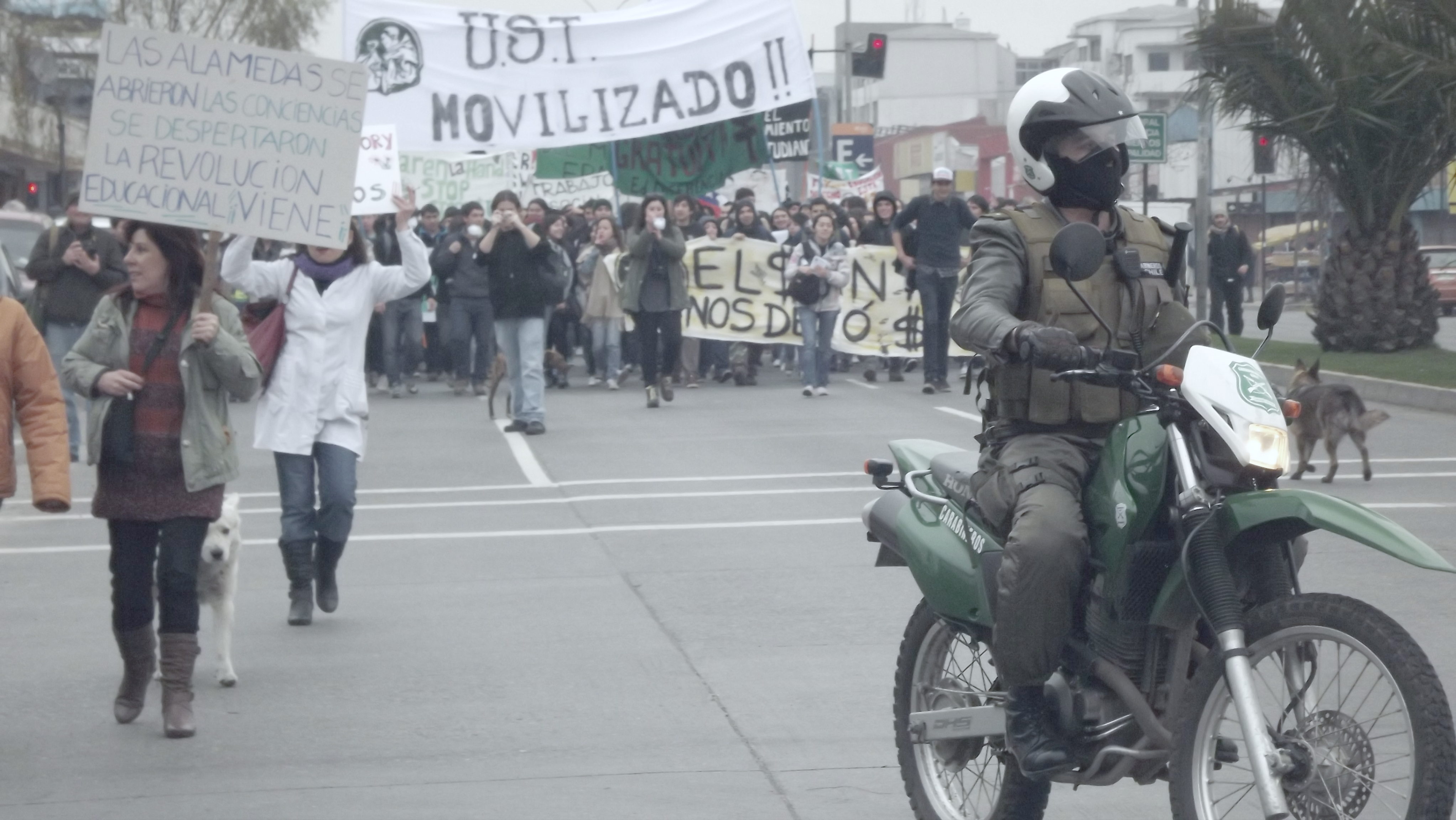
Estudiantes de Concepción durante la marcha convocada por la CUT.

El día 25 se realizó una nueva convocatoria a marcha por las principales urbes chilenas, que contó con gran convocatoria tanto de trabajadores como estudiantes. En el caso de Santiago, se realizaron cuatro marchas que confluyeron cerca de la estación República del Metro de Santiago. Mientras los organizadores cifraron un total de 400 mil asistentes a nivel nacional, el gobierno anunció que solo 50 mil participaron en Santiago y una menor cantidad en otras ciudades. Pese a que en la capital la marcha se realizó en paz durante gran parte de su recorrido, pasado el mediodía comenzaron a registrarse actos de vandalismo que intentaban ser detenidos por los manifestantes. En los disturbios, una bomba molotov fue lanzada contra la puerta de la Iglesia de la Gratitud Nacional, la cual resultó con graves daños. En tanto, un carabinero fue sorprendido lanzando sin premeditación una bomba lacrimógena al interior del Sindicato Nacional de Carteros, tras lo cual fue dado de baja de la institución. En la noche, nuevos hechos de violencia se registraron en diversos puntos del país. Según el gobierno, las tres jornadas con disturbios (entre la noche del 23 y la del 25) se totalizaron 1.394 detenidos, 153 carabineros lesionados y 53 civiles heridos.
Una encuesta telefónica realizada por Radio Cooperativa y la Universidad Técnica Federico Santa María consultó respecto a la evaluación del paro. Un 55,2 % apoyó el paro y un 32,3 % lo rechazó, sin embargo, la mayoría de los ciudadanos no se vieron afectados por este (el ítem con más complicaciones fue la movilización, con un 29,7 %). Un 54,2 % de los ciudadanos declaró que el paro fue un éxito, mientras un 45,2 % declaró que fue un fracaso. Pese al apoyo mayoritario, un 54,2 % de los encuestados dijo que el paro no ayudaba a resolver los problemas del país.

#### Muerte de Manuel Gutiérrez

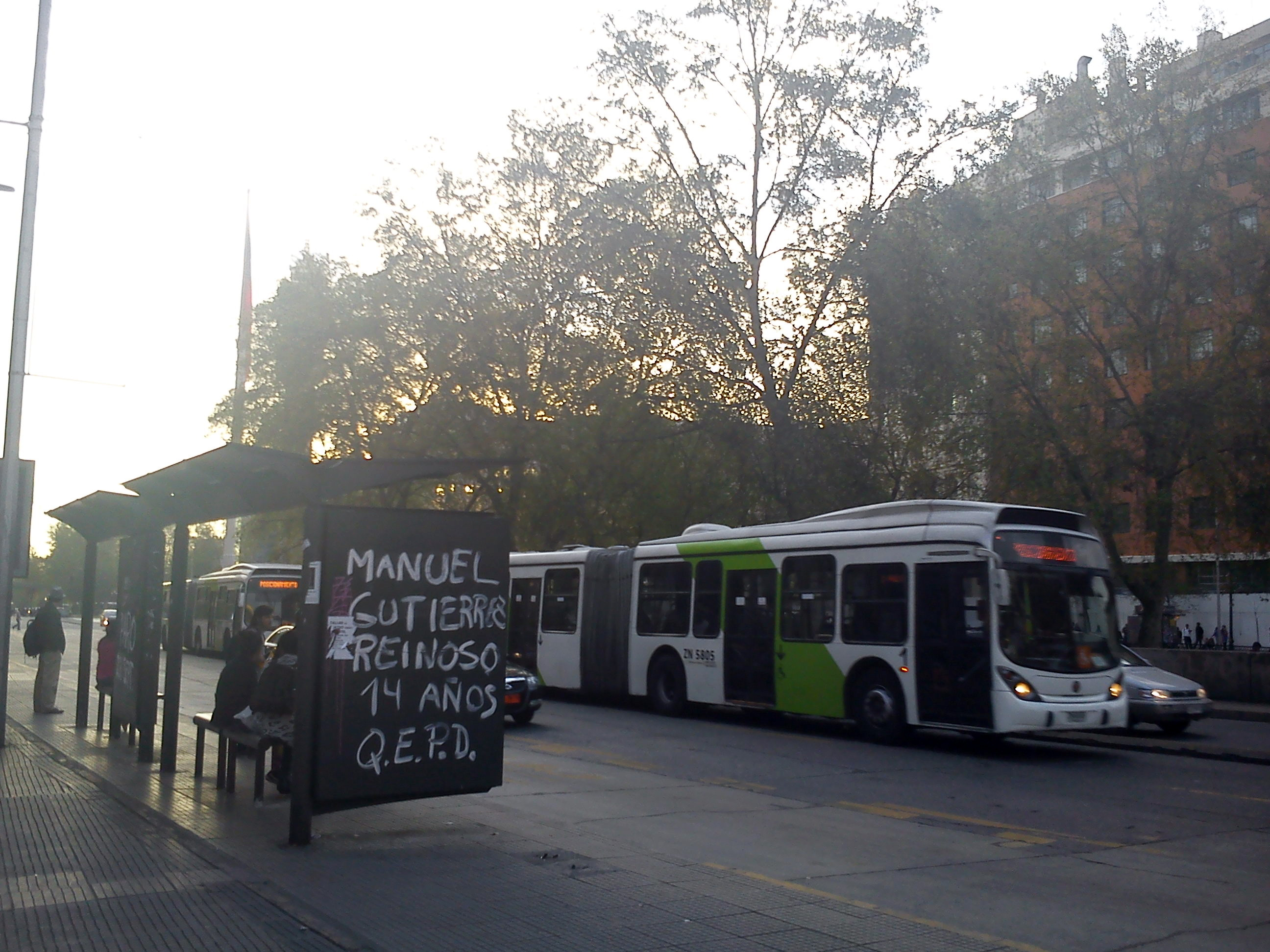
Rayado en un paradero de microbuses en el centro de Santiago: «Manuel Gutiérrez Reinoso. 14 años [sic]. Q.E.P.D.»

Durante la noche del día 25, en el contexto de los disturbios tras el último día del paro nacional, se produjo la muerte de Manuel Eliseo Gutiérrez Reinoso, un estudiante de 16 años, quien fue alcanzado por una bala de 9 mm en la villa Jaime Eyzaguirre de la comuna santiaguina de Macul. Gutiérrez fue impactado mientras caminaba sobre una pasarela peatonal junto a su hermano discapacitado y un amigo. Según el testimonio de su hermano, ellos observaban un cacerolazo cuando el copiloto de un radiopatrullas de Carabineros habría disparado. La hipótesis fue rechazada inicialmente por la institución policial e incluso negó la existencia de una investigación interna al respecto. El subsecretario de Interior Rodrigo Ubilla, en tanto, llamó a no especular respecto a las acusaciones contra Carabineros, mientras el Instituto Nacional de Derechos Humanos (INDH) calificó la situación como «grave» y que debía ser investigada. Por otro lado, el diputado Alberto Cardemil (RN) dijo al respecto que “entre los violentistas y los carabineros, yo le creo a los carabineros”.
El día 29 de agosto, sin embargo, se vivió un giro en la situación cuando Carabineros de Chile confirmó que el suboficial Miguel Millacura de la institución había realizado disparos, supuestamente al aire, en la zona donde murió Gutiérrez con una subametralladora Uzi, la cual habría ocultado posteriormente. Millacura fue dado de baja de la institución junto con otros tres efectivos. El ministro Rodrigo Hinzpeter anunció que había resuelto solicitar además el retiro del general Sergio Gajardo, segundo jefe de la Zona Metropolitana y quien había descartado la participación policial en el incidente. Horas después, el fiscal del caso anunció que las pericias balísticas confirmaban que la bala que impactó en Gutiérrez provenía del arma de Millacura, quien sería imputado de homicidio. La investigación, que fue trasladada a la Fiscalía Militar, posteriormente revelaría que un segundo carabinero también habría disparado su arma en dicha oportunidad.
Estos hechos generaron un fuerte cuestionamiento contra la dirección de Carabineros y el ministro Hinzpeter, pero ambos rechazaron cualquier responsabilidad en los hechos y manifestaron que el asesinato del menor debía ser utilizado «con fines políticos». El día 1 de septiembre, una investigación de Ciper reveló que algunos años antes, un parte policial había sido falseado para ocultar que el hijo del general director Eduardo Gordon había tenido un accidente de tránsito. El día siguiente, Gordon negó cualquier relación con los hechos anteriores pero decidió presentar su renuncia, argumentando problemas de salud. El presidente Piñera nombró en su reemplazo al general Gustavo González Jure.

### Intentos de diálogo (septiembre de 2011)

#### Primera iniciativa

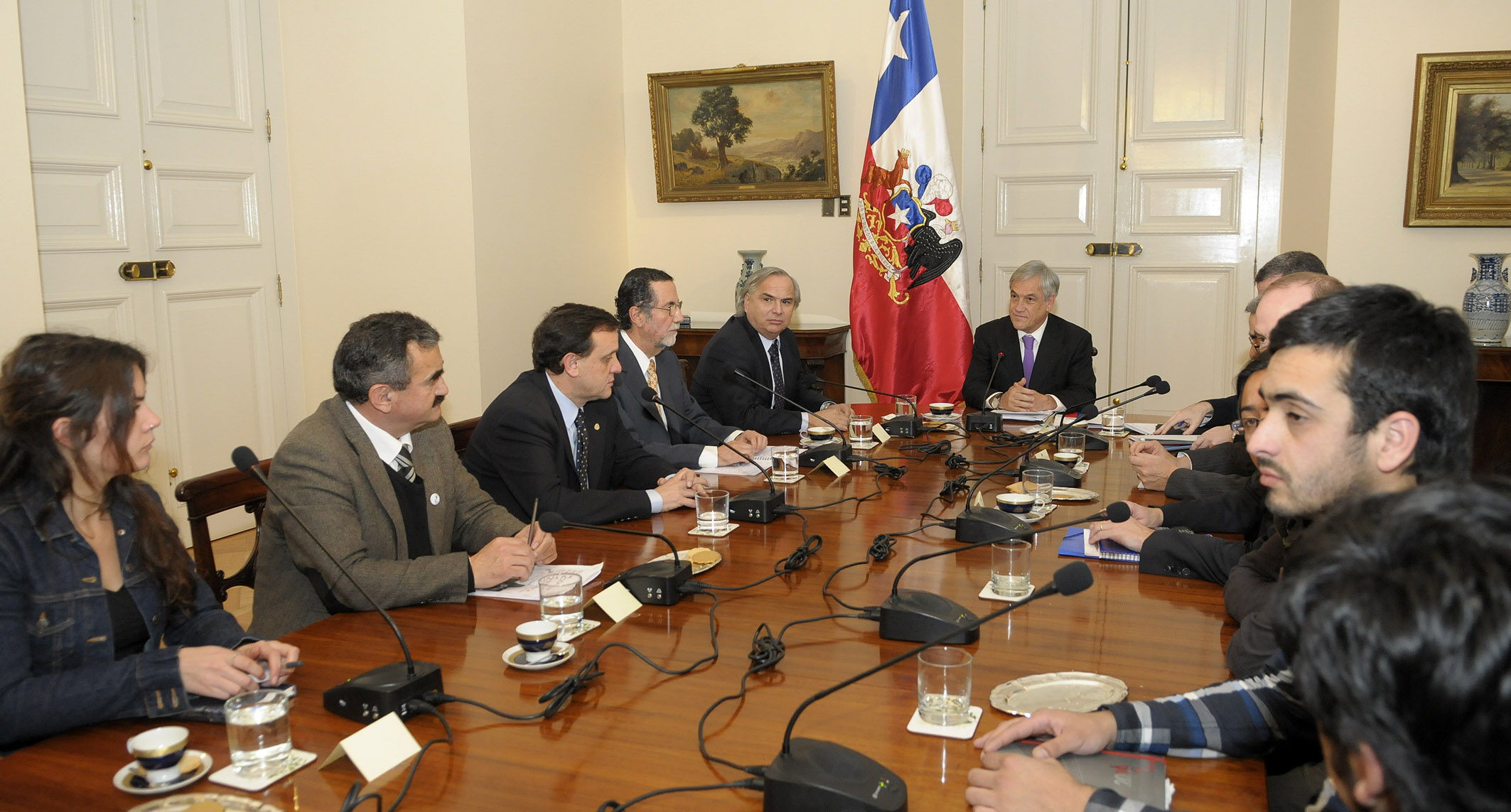
Reunión que el presidente Sebastián Piñera sostuvo con representantes de estudiantes, CRUCH y profesores el 3 de septiembre de 2011.

Luego del paro nacional, el presidente Piñera llamó a los estudiantes a sentarse a dialogar de inmediato, el 26 de agosto. Ante el llamado, representantes de la Confech, la Cones, el Colegio de Profesores y el Cruch aceptaron participar el 3 de septiembre de una reunión en el Palacio de La Moneda con el presidente Piñera y el ministro Bulnes, con el objetivo de iniciar el diálogo respecto a las demandas estudiantiles. A pesar de que en un primer minuto se pensó que la cita sería suspendida tras el accidente aéreo de Juan Fernández ocurrida el día anteerior, finalmente esta se realizó en la fecha programada. Los participantes al salir valoraron la situación por “haber transparentado posiciones” Dos días más tarde, el Ministerio de Educación entregó una agenda de tres semanas con los temas a tratarse en una mesa de diálogo a establecer con los convocados previamente, pero fue rechazada por los estudiantes por no entregar a su juicio garantías mínimas para negociar y el 12 de septiembre realizaron una contrapropuesta al Mineduc. Las condiciones establecidas por la Confech eran las siguientes:
1. Frenar los proyectos de ley sobre educación enviados al Congreso por el Poder Ejecutivo.
2. Postergar el plazo límite de becas y créditos para cerrar el primer semestre (7 de octubre).
3. Transmitir las mesas de diálogo por televisión o en línea.
4. No entregar recursos a universidades con fines de lucro.

En el contexto del duelo nacional en memoria de las víctimas de la tragedia aérea en la isla Robinson Crusoe, el 8 de septiembre se realizaron "marchas silenciosas". El 14 de septiembre se llamó a un nuevo paro nacional por la Confech, que en Santiago convocó alrededor de 10 mil personas, una de las cifras de asistencia más bajas durante las movilizaciones. Días después, en el contexto de la celebración de las Fiestas Patrias, se realizó un cacerolazo de apoyo a los estudiantes durante la Parada Militar que se realiza anualmente el 19 de septiembre para conmemorar el Día de las Glorias del Ejército.
El 15 de septiembre, el ministro Bulnes anunció el rechazo total a las dos primeras condiciones y el rechazo parcial a la segunda (permitiendo el registro de actas). El día 20 de septiembre, el gobierno informó que 70 mil estudiantes secundarios habían perdido su año escolar debido a que no se habían inscrito en el programa de recuperación de clases "Salvemos el año escolar".   Las respuestas del gobierno fueron criticadas por los estudiantes movilizados: Camila Vallejo acusó al gobierno de actuar de manera «sucia», mientras que Giorgio Jackson se refirió al fracaso del diálogo afirmando que las autoridades habían jugado un "póquer" y cuestionó que los estudiantes sean los responsables de perder el año.

#### Marcha del 22 de septiembre

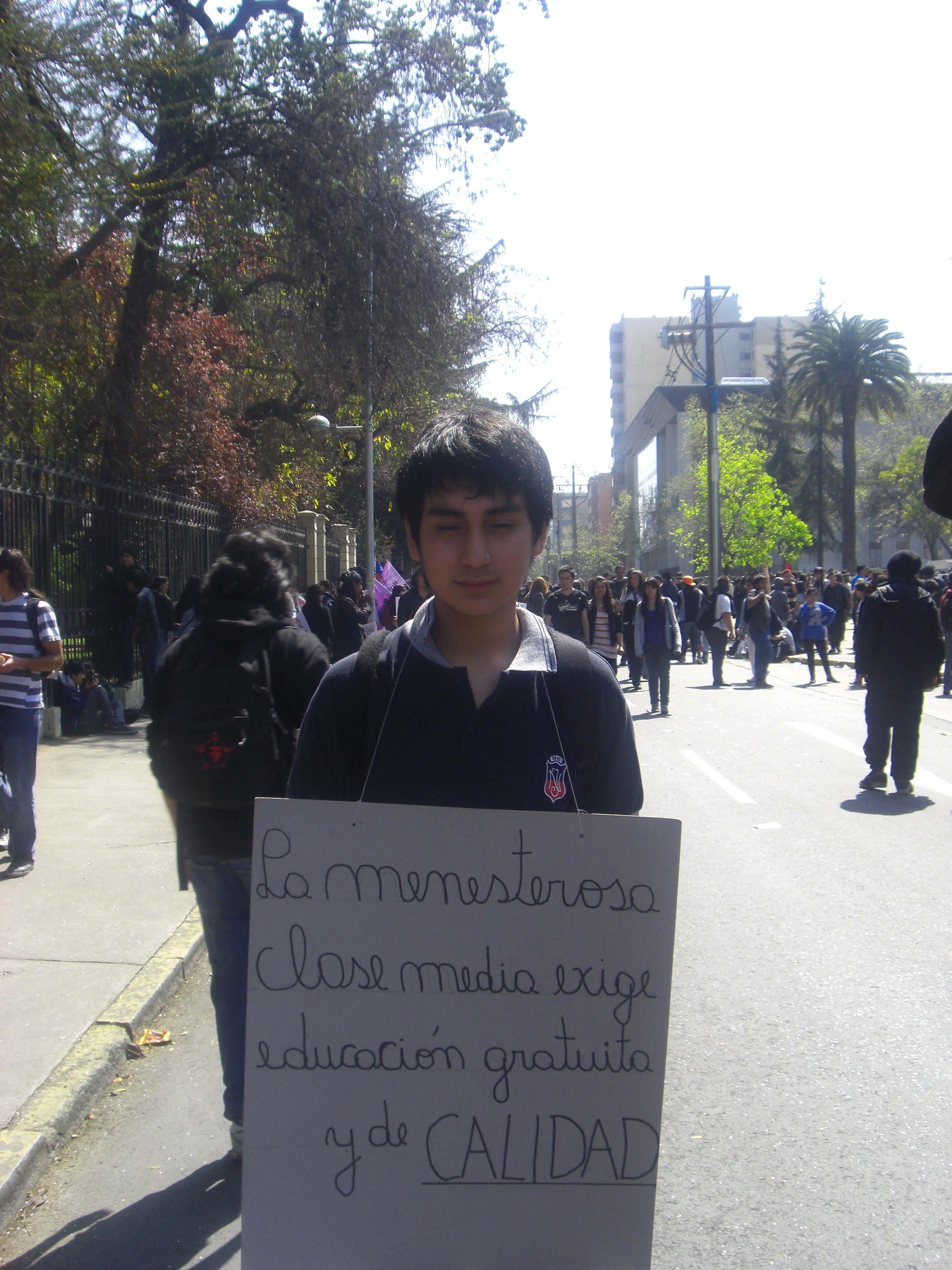
Estudiante secundario porta un cartel en apoyo a las demandas del movimiento, cerca del Parque Almagro en Santiago.

Ante las respuestas negativas del gobierno, la Confech y el Colegio de Profesores llamaron a una nueva jornada de paralización para el día jueves 22 de septiembre, que contó con autorización de la Intendencia Metropolitana. El llamado de los estudiantes se efectuó en medio de rumores de desgaste debido a los cuatro meses de protestas, el surgimiento de conflictos dentro de la Confech entre «moderados» y «radicales» o «ultras», y el cambio de estado anímico en la ciudadanía durante septiembre (el duelo producto del accidente aéreo de Juan Fernández y las celebraciones de Fiestas Patrias). El director del semanario The Clinic en una editorial dijo que la marcha sería crucial: «Podría ser que ya muchos se hayan dado por vencidos, y que aún compartiendo las causas de la protesta, consideren que la fruncia no da para más y que ha llegado el minuto de bajar los brazos. Pero también podría suceder todo lo contrario: que sean muchos los molestos con el portazo del gobierno, y que en lugar de agachar el moño salgan multitudes con la pluma parada, para demostrar que esto no ha sido una simple pataleta».

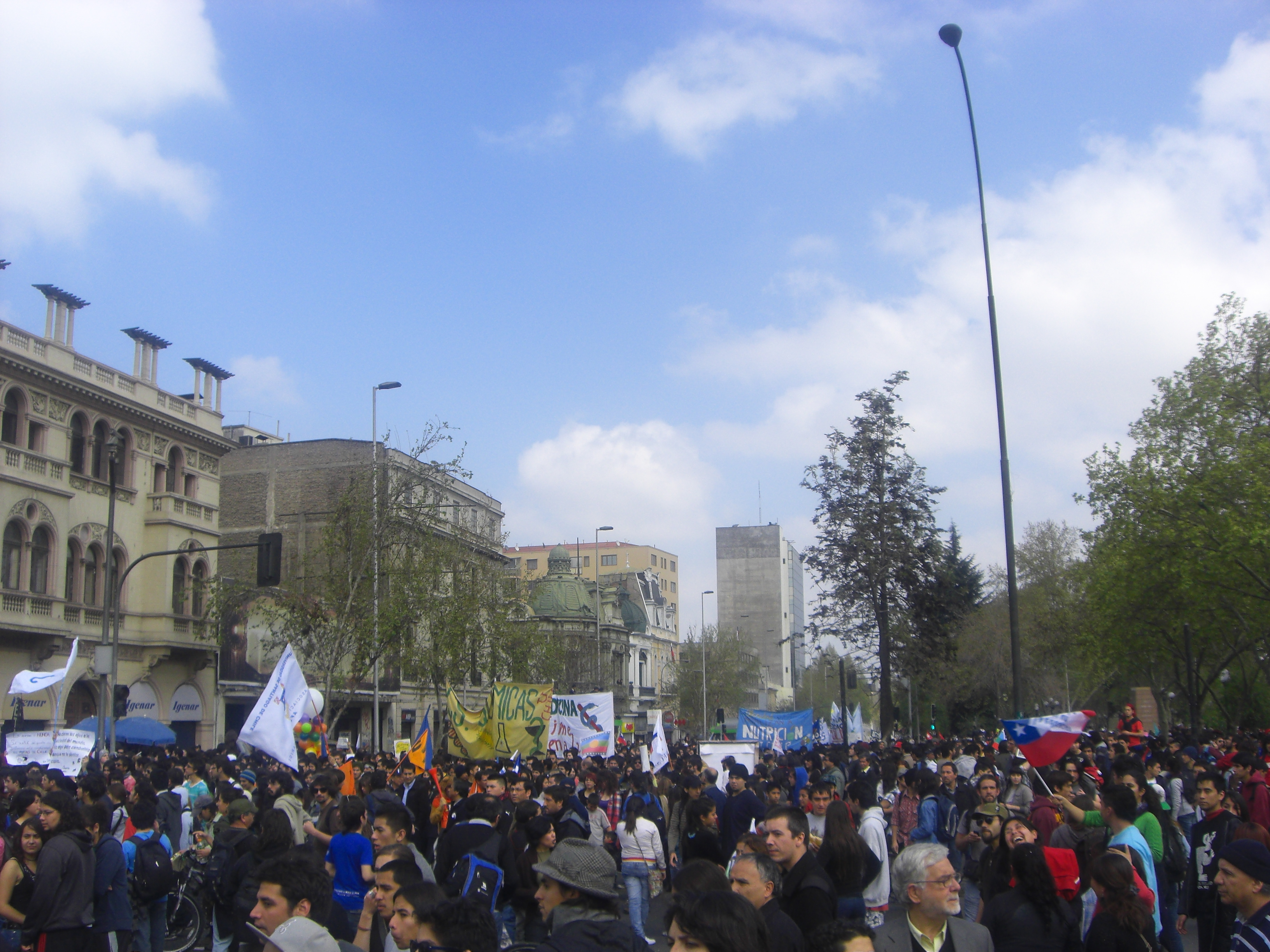
Manifestantes cerca de Los Héroes, en Santiago, la mañana del 22 de septiembre.

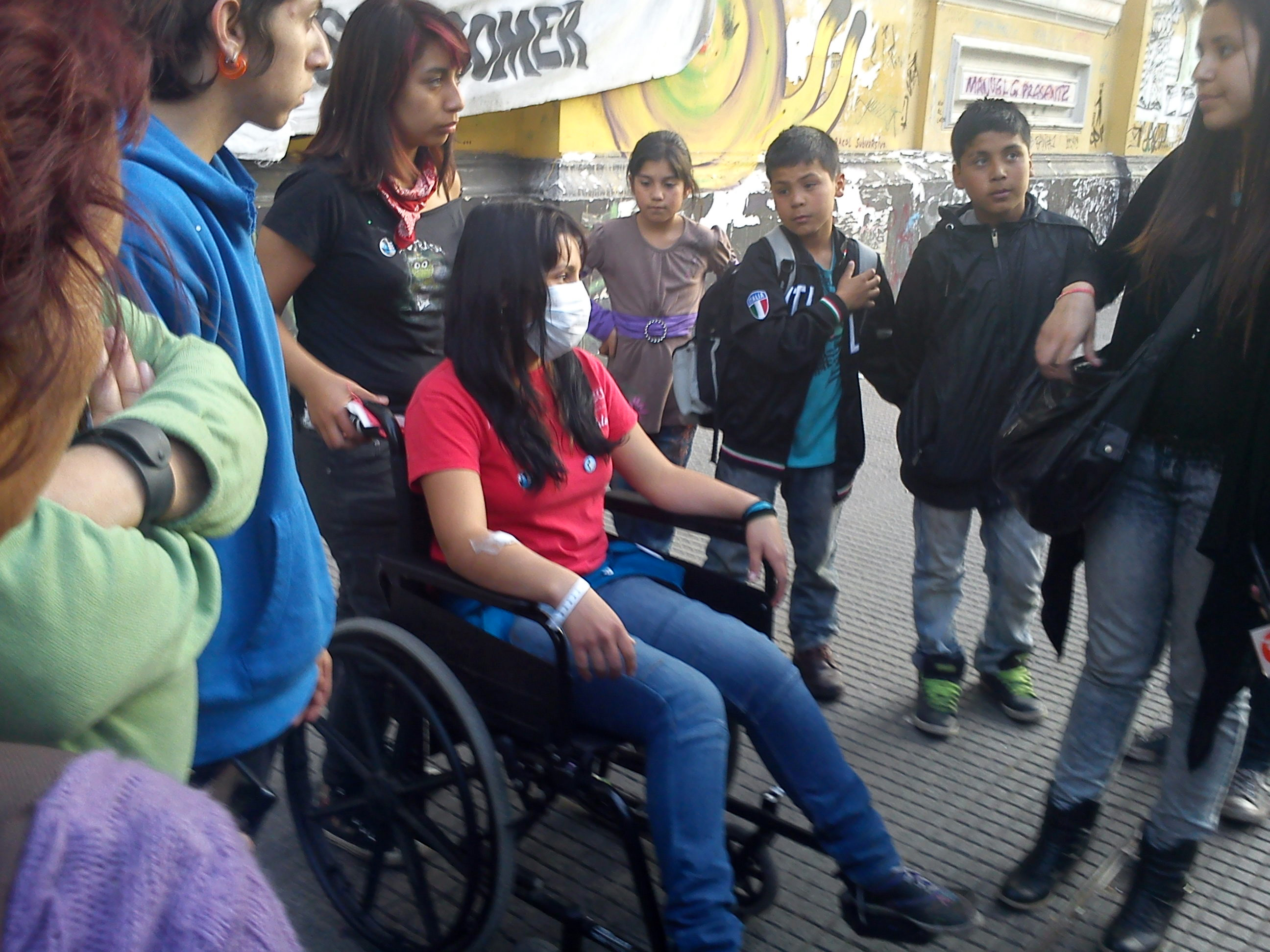
Una de las estudiantes del Liceo Darío Salas en huelga de hambre.

La marcha se inició en el frontis de la Universidad de Santiago de Chile, en Estación Central, ocupando ambas calzadas de la Alameda hasta calle Manuel Rodríguez, para finalizar con un acto central en el Parque Almagro, que contó con la participación de numerosos artistas. Pese a los rumores de desgaste, la marcha tuvo una convocatoria estimada de 180.000 personas según los organizadores, sorprendiendo tanto a los estudiantes como a las autoridades. Vallejo señaló que “esta movilización y las futuras no están condicionadas a un diálogo con el Gobierno”, sin embargo llamó al Ejecutivo a sentarse a conversar. El ministro Andrés Chadwick aseguró, en su calidad de vocero de La Moneda, que esta había sido “la marcha número 35 del movimiento estudiantil” y que para el gobierno “una marcha más o menos, o más grande o pequeña, no va a cambiar el tema y la preocupación fundamental del gobierno de seguir insistiendo en la necesidad de una mesa de diálogo”". La intendencia, en tanto, cifró en 60.000 los asistentes a la marcha, registrando 50 detenidos y 24 carabineros heridos.
Ese mismo día, el presidente Sebastián Piñera dio un discurso ante la 66.ª Asamblea General de las Naciones Unidas en Nueva York, donde se refirió al movimiento estudiantil chileno:

En las últimas semanas han sido miles los jóvenes que han salido a las calles a manifestarse en favor de una causa noble, grande, hermosa, y legítima como una educación de calidad para todos, que les permita ser protagonistas y no meros espectadores de esta sociedad del conocimiento y la información.
Sebastián Piñera, 22 de septiembre de 2011.

En la tarde del jueves, los estudiantes de la Confech se reunieron para analizar el resultado de la jornada, que congregó a miles de chilenos en las calles en todas las regiones del país. Giorgio Jackson valoró la asistencia superior a las cien mil personas y subrayó que el movimiento no había perdido fuerza, mientras Camila Vallejo acusó un doble estándar por parte del presidente Piñera, quien internacionalmente respaldaba a los estudiantes (en alusión a sus palabras ante la Asamblea General) pero en Chile mantenía un discurso opuesto. Esto a juicio de Vallejo demostraba "lo solo que está el Gobierno en su visión intransigente de la educación". Mientras tanto, tres estudiantes del Liceo Darío Salas en huelga de hambre sufrieron una descompensación y fueron derivados al Hospital San Borja Arriarán; los otros estudiantes en huelga de hambre se trasladaron a acampar frente a la Casa Central de la Universidad de Chile, intentando mostrar a la ciudadanía sus precarias condiciones.

#### Conflicto en Providencia

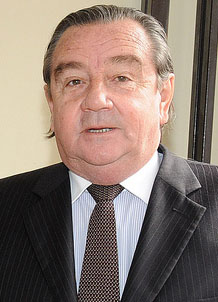
Cristián Labbé, alcalde de Providencia.

El miércoles 21 de septiembre, dos de los liceos municipales más importantes de la comuna santiaguina de Providencia, el Liceo José Victorino Lastarria y el Liceo Carmela Carvajal de Prat, fueron desalojados por carabineros tras la orden del alcalde Cristián Labbé. El alcalde dijo que tomaría acciones legales contra los responsables de eventuales destrozos y robos en los establecimientos, que fueron negados por los estudiantes, y dijo que era "necesario que se restablezca el imperio del derecho". Labbé también mencionó que había programado para el viernes 23 siguiente el retorno a clases de estos establecimientos.
En la mañana del 23 de septiembre, sin embargo, los alumnos del Liceo Lastarria y del Liceo Carmela Carvajal de Prat se tomaron nuevamente las dependencias de sus colegios, rechazando la propuesta de regreso a clases. Mientras los alumnos del Liceo Lastarria debatían respecto a las acciones a seguir, carabineros atacó de forma violenta al colegio lanzando chorros de agua con químicos irritantes contra alumnos, profesores y periodistas. Tras los incidentes, el alcalde Labbé anunció el cierre anticipado del año escolar en ambos liceos y en otros tres establecimientos educacionales municipales de la comuna que se mantenían en toma (el Liceo 7 de niñas, el Tajamar y el Arturo Alessandri Palma), anunciando además que se cancelaría la matrícula para el año 2012 a los alumnos de otras comunas que cursaban enseñanza media y que repitieran de curso por inasistencia, y que no habría cupo para estudiantes nuevos de otras comunas que quisieran postular a los liceos municipales. Dichas medidas generaron gran impacto, pues más del 85 % de los alumnos de estos establecimientos provienen de otras comunas del conurbano santiaguino, principalmente de zonas de menos recursos.

Providencia declara cerrado los colegios, no volveremos a intentar retomar los recintos. Tampoco serán desalojados nuevamente, no se luchará más por recuperar físicamente los colegios. Sólo seguirán en clases (de manera virtual o en otros recintos) aquellos alumnos que se inscribieron en el Plan "Salvemos el año escolar", los que no, perderán el año sin contemplación.
Cristián Labbé, 23 de septiembre de 2011.

Tal decisión fue criticada ampliamente por los estudiantes movilizados, quienes esa misma tarde se congregaron fuera del Palacio Falabella, sede de la alcaldía, para lanzar huevos y protagonizar un cacerolazo, acción que derivó en enfrentamientos menores con Carabineros, y que se repitió el día 26 tras una marcha que se desarrolló entre Plaza Italia y el frontis de la municipalidad. El ministro vocero de Gobierno afirmó que la decisión del alcalde Labbé era "completamente autónoma y de su responsabilidad", y que "la legalidad de una medida así tendrán que verla en Contraloría". La medida fue ampliamente rechazada por la ciudadanía: una encuesta determinó que un 73 % de los chilenos y un 62 % de los habitantes de Providencia opinaban que el alcalde debía retractarse de sus acciones y un 76 % a nivel nacional rechazó la no renovación de la matrícula de alumnos que vivieran fuera de la comuna.
Los parlamentarios DC por la comuna de Providencia, la senadora Soledad Alvear y el diputado Jorge Burgos, formularon una consulta ante el ente contralor para que este se refiriera sobre la legalidad de la medida comunicada por el alcalde, mientras los concejales concertacionistas de Providencia interpusieron un recurso de protección contra Labbé ante la Corte de Apelaciones de Santiago a fin de evitar el cierre de los colegios y las reducciones en la matrícula para 2012. La corte aceptó el recurso y prohibió al alcalde aplicar las medidas anunciadas, en un dictamen del 8 de noviembre siguiente.

### Rearticulación del movimiento (octubre a diciembre de 2011)

#### Paro Nacional del día 18 y 19 de octubre
El día 18 de octubre, un bus del Transantiago fue incendiado por una decena de encapuchados, hecho que gatilló que el ministro del interior Rodrigo Hinzpeter invocara la «Ley de Seguridad del Estado». La jornada dejó un centenar de detenidos, sumado a incidentes en Lota, Concepción, Antofagasta y Valparaíso. Mientras tanto, en diversos lugares de Santiago se levantaron barricadas durante la mayor parte de la jornada, las cuales se prolongaron durante la noche en poblaciones periféricas de la capital (Villa Francia, Lo Hermida, entre otras).

#### Cambios en dirigencias estudiantiles y en el gobierno

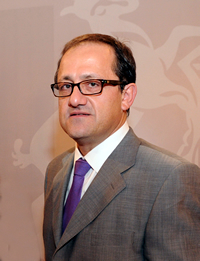
Harald Beyer, ministro de Educación desde el 29 de diciembre de 2011.

A fines de octubre y principios de noviembre, las federaciones de estudiantes de las principales universidades de la Confech debían renovarse. En la Federación de Estudiantes de la Pontificia Universidad Católica de Chile (FEUC), las listas de la Nueva Acción Universitaria (NAU), que representaba la continuidad en el rol de Giorgio Jackson en el movimiento, y la del Movimiento Gremial, que adquirió un discurso muy crítico de la participación de la FEUC en la Confech, pasaron a segunda vuelta, siendo finalmente electa la del NAU, encabezada por Noam Titelman, por un 52,77 % de los votos. La presidenta de la Federación de Estudiantes de la Universidad de Chile (FECh), Camila Vallejo, decidió repostular al cargo, para las elecciones realizadas el 5 y 6 de diciembre de 2011, en las que fue elegido presidente Gabriel Boric, de la Izquierda Autónoma, mientras Vallejo obtuvo la vicepresidencia, al ser la candidata más votada de la segunda lista, con 3.864 votos.
El desgaste del ministro de Educación, Felipe Bulnes, debido al movimiento estudiantil, terminó por gatillar su renuncia al cargo, que se materializó el 29 de diciembre, siendo reemplazado por Harald Beyer, quien durante 2011 se mostró contrario a la demanda de educación gratuita, aunque también declaró que las universidades con ánimo de lucro «nunca van a ser buenas universidades».

## Características

### Protestas alternativas

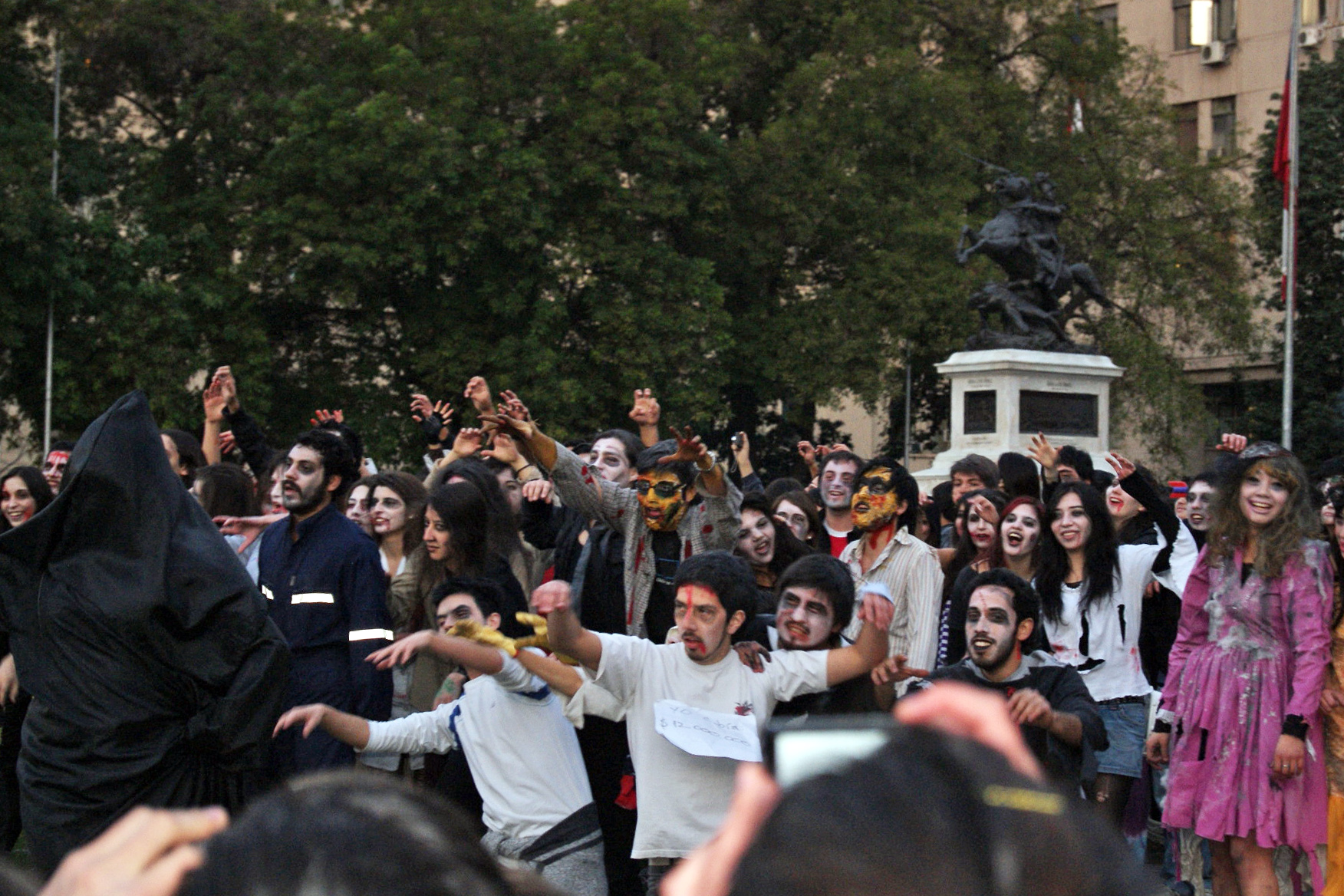
El denominado Thriller por la educación fue una de las actividades con mayor concurrencia.

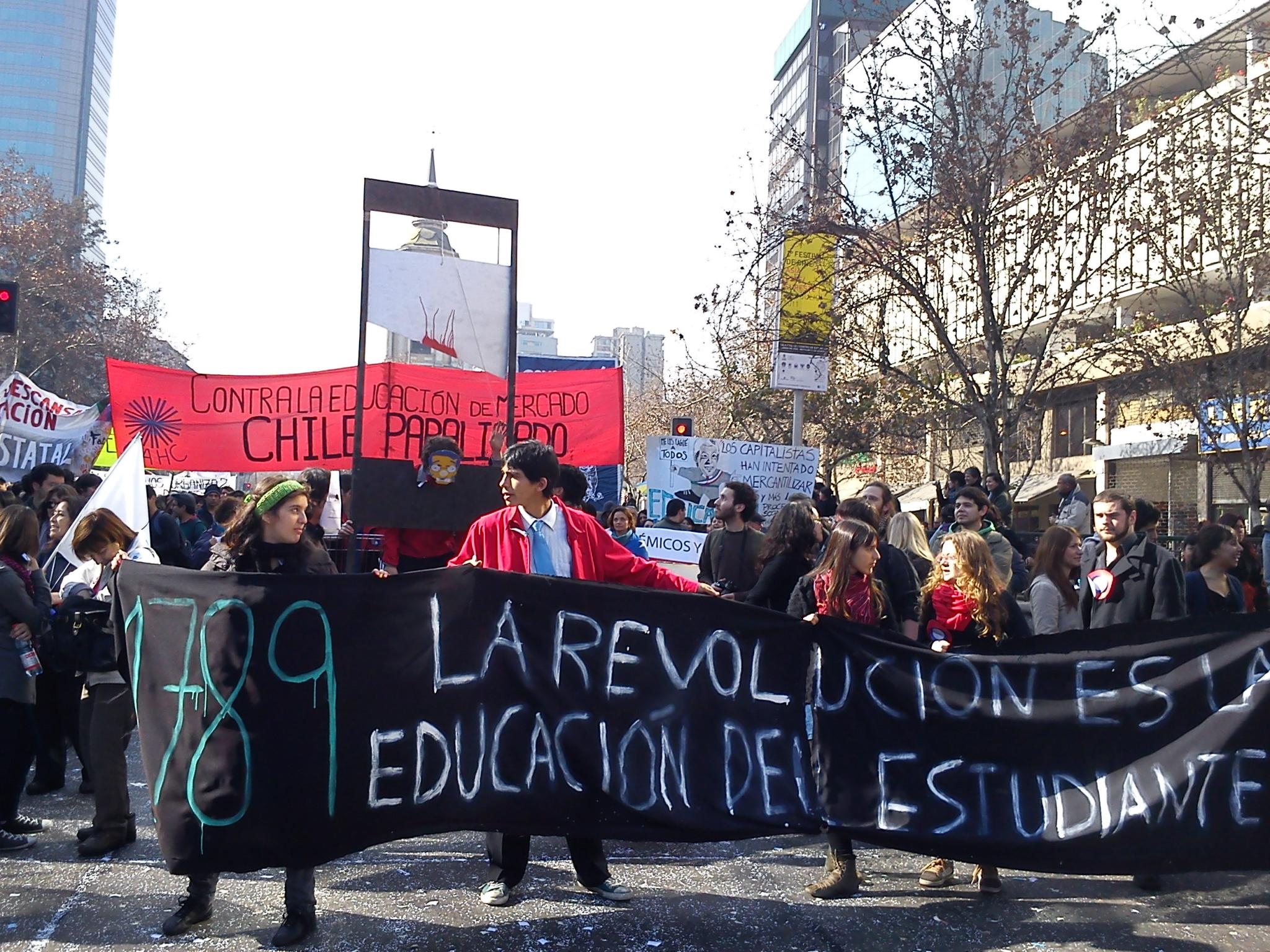
Estudiantes llevan una réplica de una guillotina con un personaje representando al ministro Lavín durante la marcha del 14 de julio en una alegoría de la Revolución francesa de 1789.

Muchas de las manifestaciones realizadas, especialmente en Santiago, terminaron en vandalismo y la intervención de Carabineros de Chile, provocando daños a la propiedad privada y varios heridos. Esto generó fuertes reclamos tanto del estudiantado como del gobierno, quien amenazó con prohibir la realización de nuevas manifestaciones.
Como una forma de evitar este tipo de situaciones, diversos grupos desarrollaron protestas alternativas con el fin de difundir el movimiento sin convocar a protestas masivas. El día 23 de junio, fecha cercana a la conmemoración de los dos años de fallecimiento del cantante de pop estadounidense Michael Jackson, tres mil estudiantes aprovecharon la oportunidad para realizar un flashmob basado en el video de Thriller frente al Palacio de la Moneda como una forma de representar el estado de muerto viviente de la educación pública chilena. Días después, miles de estudiantes protagonizaron un suicidio simbólico en el Paseo Ahumada y otros puntos estratégicos en el país. Otros eventos similares ocurridos en la Plaza de Armas de Santiago fueron el «Gagazo por la educación», donde quinientas personas bailaron la coreografía de "Judas" (2011) de Lady Gaga, un cosplay-flashmob masivo de superhéroes y villanos, el lanzamiento de una genkidama gigante que contó con el apoyo de varias voces originales de la serie Dragon Ball Z, bailes masivos de axé y una versión orquestada de "El baile de los que sobran" en el Paseo Bulnes. Otra manifestación curiosa se produjo el día 19 de agosto, cuando un grupo de estudiantes que se congregó en las afueras de la Municipalidad de Santiago realizó una funa al alcalde Pablo Zalaquett haciendo «El gran iiiiii», en referencia a una expresión usada por el comediante Stefan Kramer al imitar al edil. En todos estos casos, el uso de redes sociales (principalmente Twitter y Facebook) fueron fundamentales para poder promover y coordinar dichas acciones de forma similar a los eventos que gatillaron la Primavera Árabe a comienzos del mismo año.
Además, alrededor del Palacio de La Moneda se realizó la protesta llamada "1.800 horas por la Educación", instancia en la que distintos corredores realizaron postas para correr en las calles Alameda, Teatinos, Morandé y Moneda durante 1.800 horas consecutivas (equivalentes a 75 días) como una forma pacífica de concienciar a los transeúntes sobre las demandas estudiantiles. La iniciativa, creada por estudiantes de Teatro de la Universidad de Chile, comenzó a las 13:30 horas (UTC-4) del 13 de junio y terminó a las 14:30 horas (UTC-3) del 27 de agosto con un evento que se realizó en sus horas previas. La cifra hace alusión a los 1.800 millones de dólares que se necesitarían para financiar la educación de 300 mil estudiantes en un año (prácticamente todos los estudiantes de universidades tradicionales). Desde el 25 de julio, con motivo de la celebración de sus primeras mil horas, se integró una delegación en el Congreso Nacional en la ciudad de Valparaíso, la cual culminó a las 6:30 horas (UTC-3) del 8 de octubre por decisión de sus organizadores de hacer sus propias 1.800 horas. Además, se han hecho corridas paralelas en otras ciudades del país como Copiapó, Illapel y Buin.
Un grupo de estudiantes de ingeniería civil industrial de la Universidad de Chile diseñó el sitio YoDebo.cl en el cual miles de estudiantes publicaron el monto de sus deudas producto de créditos universitarios como forma de concientizar al respecto; tras dos meses, cerca de 4 mil estudiantes inscritos habían acumulado un monto de 64.500 millones de pesos chilenos (cerca de 140 millones de dólares).
Otra iniciativa destacada fue el llamado "Gran concierto de 24 horas de música en defensa de la Educación Pública", en que académicos y estudiantes del Departamento de Música y Sonología de la Facultad de Artes de la Universidad de Chile ofrecieron de forma continua entre el 30 de junio y el 1 de julio. Días después, el 6 de julio miles de personas se congregaron en diversos puntos del país para realizar una «Besatón por la educación»: en Santiago, más de 3.000 personas se congregaron en la Plaza de Armas a besarse. Una bandera chilena gigante con el lema «Educación: libre, digna, gratuita» fue desplegada en el Estadio San Juan del Bicentenario durante el partido entre las selecciones de Chile y México por la Copa América 2011 realizada en Argentina, sin embargo, no fue mostrada por la transmisión oficial ni difundida por la prensa chilena.
Una iniciativa más radical fue la de un estudiante de mecánica de la Universidad Técnica Federico Santa María que inició una huelga de hambre el 4 de julio con carácter de marcha blanca. El viernes 8 de julio siguiente el estudiante depuso su huelga, pero una semana y media después la medida fue repetida por 8 estudiantes secundarios de Buin. El 8 de julio, el grupo de activistas cibernéticos Anonymous mandó un mensaje a través de las redes sociales con el fin de bajar los sitios relacionados con la educación chilena en apoyo al movimiento estudiantil, en la operación denominada "Mal educados". En sólo unas horas, el colectivo había dejado fuera de servicio a siete sitios web, incluyendo los del Ministerio de Educación y del partido Unión Demócrata Independiente.

### Opinión pública

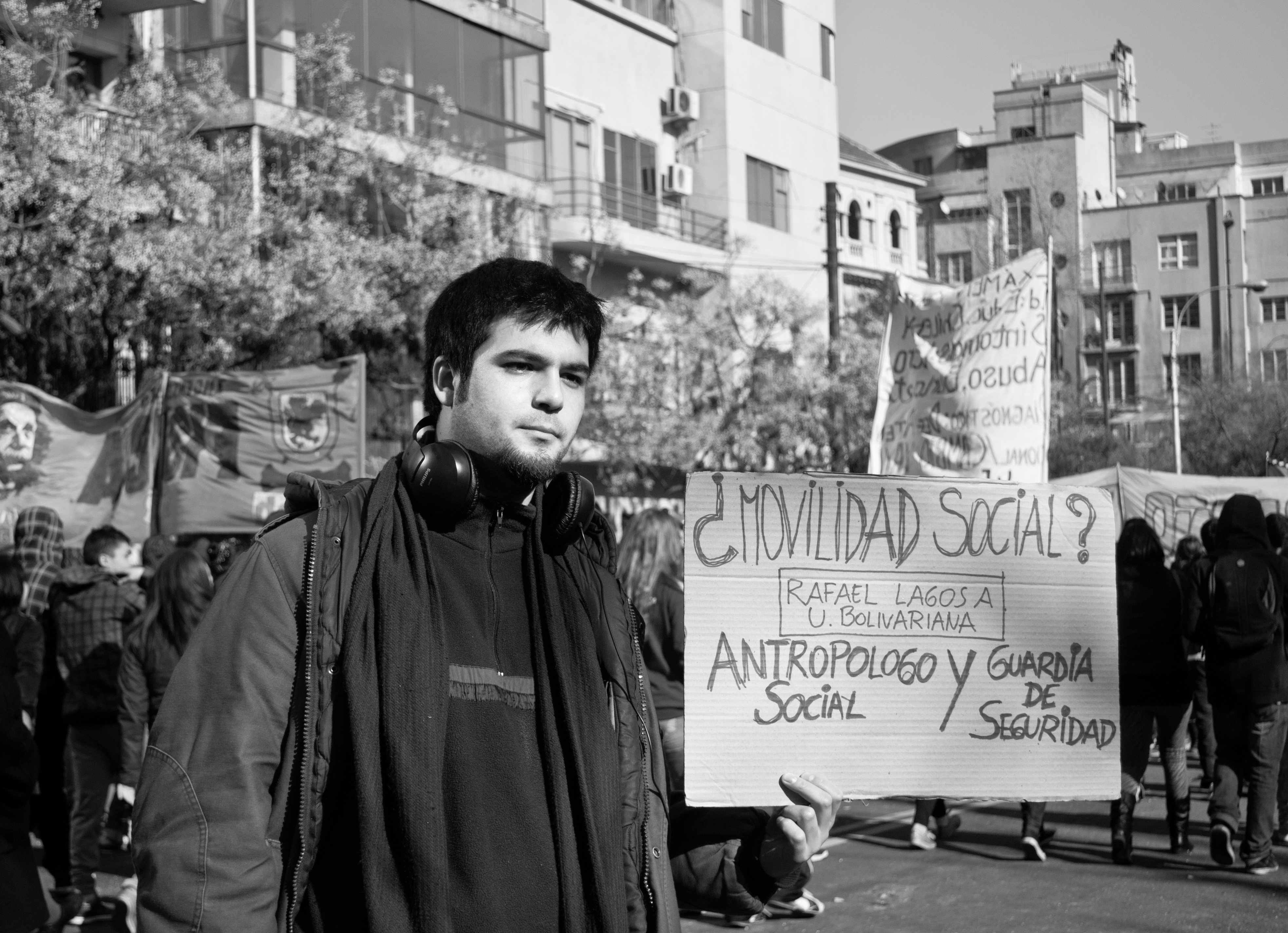
Un estudiante protesta por la falta de movilidad social que se espera de la educación en Chile.

La educación ha sido constantemente considerada por la ciudadanía como una de las principales preocupaciones del país, quedando en el cuarto lugar tras la delincuencia, el desempleo y la salud. Durante el gobierno de Piñera, esta preocupación de la ciudadanía ha aumentado, siendo considerado el principal problema del país por un 24 % de las personas en mayo de 2011. Esta preocupación se ve aún más fuerte en el rango etario entre 18 y 25 años, donde el 43 % de los encuestados lo considera el principal problema nacional. La ciudadanía además considera a la educación como el segundo peor servicio público con un 34 % de preferencias, debajo de la salud y sobre el transporte, y manifiesta que en una política de igualdad de oportunidades, los alumnos de la educación pública debiesen ser los más beneficiados.
Durante los primeros días de las manifestaciones, el apoyo de estos en la ciudadanía era tibio. A mediados de junio, una encuesta manifestó que sólo un 37 % de los chilenos apoyaba las movilizaciones estudiantiles, quedando últimos al comparar con otras movilizaciones realizadas en el mismo período como la de los agriculotres (49 % de apoyo), ecologistas contra Hidroaysén (46,7 %) y los comuneros mapuches (39,5 %); por otro lado, la ciudadanía manifestaba que, de las cuatro movilizaciones anteriores, la de los estudiantes era la más conocida (53,0 %).

Principales resultados de encuestas de opinión.
Aprobación de Sebastián Piñera
Apoyo a gestión educativa del gobierno
Aprobación de ministro de Educación
Apoyo a movilizaciones

Diversas encuestas manifestaron el apoyo de la ciudadanía a las marchas y otras movilizaciones durante el mes de junio.
Sin embargo, en las semanas siguientes y luego de las masivas marchas a nivel nacional, otros estudios de opinión reflejaron un cambio en la percepción ciudadana, reflejando un masivo apoyo a las demandas estudiantiles. Un estudio del Centro de Estudios Sociales y Opinión Pública de la Universidad Central de Chile señaló que un 67,5 % de los chilenos manifestaban que las manifestaciones provocarían cambios al sistema, mientras un 62,1 % declara conocer las demandas estudiantiles. Los encuestados calificaron con un deficiente 3,69 a la educación chilena (en una escala de 1 de mínima y 7 de máxima) y un 67,9 % manifestó como errada la decisión de adelantar las vacaciones de invierno de los estudiantes en toma. Una semana después, previo a que el gobierno anunciara su propuesta para solucionar el conflicto, Imaginacción realizó un estudio que mostraba que un 81,9 % de los chilenos simpatizaba con las demandas estudiantiles y un 63,5 % con las protestas en sí, mientras un 80,7 % señaló que el ministro Lavín no era capaz de resolver conflictos.
La encuesta Adimark-GfK que mide mensualmente la evaluación al gobierno y los partidos políticos reflejó un fuerte descenso en el apoyo a la administración Piñera durante los meses de mayo y junio: a comienzos de mayo la aprobación estaba en un 41 %, bajando a un 36 % un mes después y a un 31 % a comienzos de julio, mientras la desaprobación pasó de un 49 % a un 60 % en el mismo período. La desaprobación presidencial a comienzos de julio era transversal, con un máximo de 71 % en el grupo etario entre 25 y 35 años. Al analizar por área de gestión, la educación presentó una fuerte caída desde un 60 % de aprobación en mayo a un 26 % en julio, pasando de la segunda área mejor evaluada a la peor en dos meses. El impacto también fue fuerte para el ministro Lavín, que pasó del segundo lugar con un 78 % al penúltimo (de un total de 13 ministros evaluados) con un 46 % entre mayo y julio.
El 4 de agosto se dieron a conocer los resultados del Estudio Nacional de Opinión Pública del Centro de Estudios Públicos (CEP) realizado entre los meses de junio y julio, los cuales arrojaron un nivel de aprobación del Presidente Sebastián Piñera de apenas un 26 %, convirtiéndose en el mandatario peor evaluado tras el retorno a la democracia. En materia educacional, un 73 % de los encuestados cree que en los últimos diez años la calidad de la educación en Chile se ha mantenido igual o ha empeorado. Asimismo, un 80 % está en desacuerdo con que tanto las universidades como los establecimientos de educación básica y secundaria tengan fines de lucro.
Tras la radicalización del conflicto entre estudiantes y gobierno luego del 4 de agosto, la postura de estos últimos aumentó su rechazo entre la ciudadanía según una encuesta de La Tercera. El apoyo a las protestas aumentó en 4 %, pasando del 72 % al 76 % en dos semanas, mientras un 75 % afirmó que la obtención del lucro perjudicaba a la calidad del sistema educacional (un aumento de 5 % en el mismo periodo). El rechazo a las propuestas del gobierno aumentó a un 65 %, mientras su apoyo cayó a un 19 %; en cuanto a la actitud respecto a las manifestaciones, un 74 % de los encuestados manifestó que debiesen ser permitidas siempre, aun cuando puedan producir desmanes. La encuesta reflejó un apoyo importante a la dirigencia del movimiento, con una evaluación positiva de un 77 %, mientras que en particular a Camila Vallejo la cifra llegó al 68 %. Una nueva encuesta fue publicada a mediados de agosto, nuevamente reflejando el apoyo ciudadano al movimiento. Un 63,3 % opinó que sólo aquellas instituciones que no reciben fondos públicos podían tener fines de lucro. Sobre la gratuidad de la educación, un 85,3 % la apoyó para la educación primaria y secundaria y un 73,8 % para la universitaria. Respecto a las perspectivas de solución, un 75,1 % opina que los estudiantes están esfuerzos para encontrarla, pero solo el 27,8 % cree que el gobierno está haciendo lo mismo; además, un 59,7 % cree que la administración Piñera no va a poder resolver los temas centrales del conflicto.

### Medios de comunicación

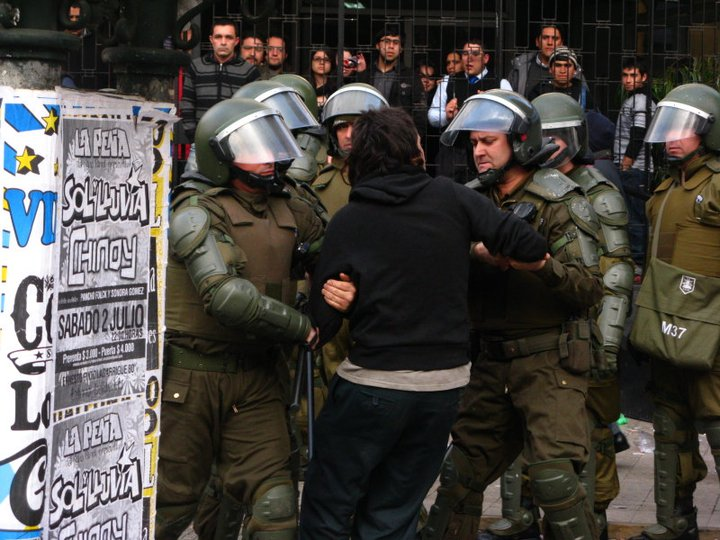
Según los manifestantes, diversos medios de comunicación han actuado en forma tendenciosa, resaltando los enfrentamientos entre carabineros y manifestantes.

Los estudiantes movilizados han indicado en diversas ocasiones que los principales medios de comunicación del país han actuado de forma tendenciosa en contra de las manifestaciones. Dentro de las principales acusaciones están la asociación realizada por medios de prensa entre las reivindicaciones estudiantiles con los incidentes ocurridos durante las marchas y que han dejado centenares de detenidos. Así, por ejemplo, fue denunciada la utilización de la fotografía de un encapuchado por 24 horas, el noticiero de la estatal Televisión Nacional de Chile, durante varias notas respecto a las movilizaciones, incluso en algunas que no estaban relacionadas con las marchas. La denuncia fue recibida por el Colegio de Periodistas e inició una investigación en su tribunal de ética, mientras el directorio del canal reconoció el error y responsabilizó al editor de prensa.
La Asociación Chilena de Organismos No Gubernamentales presentó ante el Consejo Nacional de Televisión un reclamo contra Canal 13 por un extenso reportaje de Constanza Santa María titulado "La otra cara de las marchas" y enfocado en los incidentes producto de la marcha estudiantil del 15 de junio. La organización manifestó que la nota pretendía "criminalizar a los movimientos sociales" y presentaba "un grave sesgo que atenta contra el pluralismo, la democracia y la paz social". Funcionarios del Ministerio de Educación acusaron que ambos canales de televisión tendrían un acuerdo con el Mineduc para colocar equipos de filmación dentro de sus instalaciones con el fin de registrar en detalle los incidentes durante las marchas, sin mostrar las imágenes que reflejarían la supuesta violencia en el actuar de Carabineros de Chile contra los manifestantes. En la siguiente marcha, Canal 13 lanzó un reportaje del periodista Daniel Matamala dentro de esta, recibiendo comentarios favorables en esta oportunidad.
Otras denuncias apuntaron a una supuesta censura respecto a las movilizaciones, poniendo como ejemplo que ni TVN ni Canal 13, los dos canales con los derechos de transmisión de la Copa América 2011, mostraron las banderas gigantes desplegadas en el estadio con mensajes alusivos a las protestas durante los primeros dos partidos de la selección chilena de fútbol. Estudiantes de la Pontificia Universidad Católica de Valparaíso decidieron entrar a las dependencias del canal UCV Televisión (de propiedad de la universidad) durante la transmisión del noticiero central y hacer una declaración denunciando un «cerco informativo», ante lo cual la transmisión fue interrumpida.
Situaciones similares fueron vividas en diversos programas transmitidos en vivo, como en Caiga quien caiga. Otro grupo de estudiantes llegaron incluso a ocupar algunas dependencias de Copesa (consorcio dueño de periódicos como La Tercera) el día 13 de julio como forma de manifestar su rechazo ante el actuar del medio, que calificaron como dedicado a ocultar y tergiversar las noticias sobre el movimiento.
El 22 de agosto, el periódico Las Últimas Noticias colocó como titular «Camila Vallejo no quiso mover la colita» acompañado de una foto de la dirigente en el contexto de su discurso en la «Marcha de los remolinos». La frase, referida a un movimiento de carácter sensual de las nalgas, provocó duras críticas contra el medio por su contenido calificado como machista. La Federación de Estudiantes de la Universidad de Chile condenó la portada diciendo que era «sexista», agregando que la portada “agrede al movimiento[,] agrede a Camila Vallejo [y] agrede a las mujeres”.

## Críticas a las movilizaciones

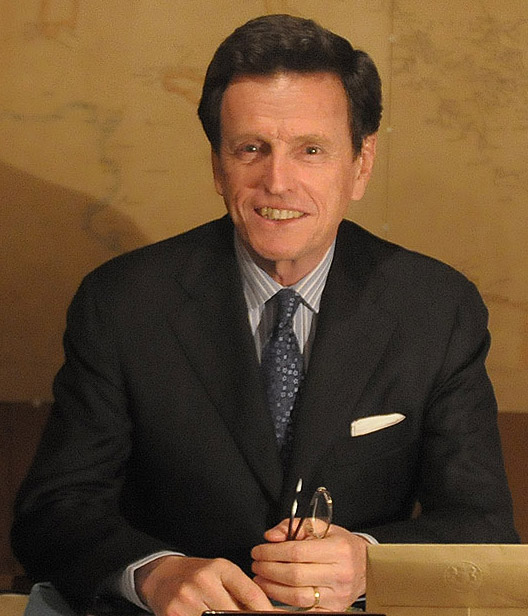
El presidente de Renovación Nacional Carlos Larraín, uno de los más críticos al movimiento, calificó a partidarios del movimiento, en particular parlamentarios de oposición, como «una manga de inútiles subversivos».

Tanto los planteamientos de los estudiantes como su forma de protestar han motivado cuestionamientos desde otros sectores de la sociedad chilena. Una de las críticas a estas movilizaciones es que se trata de una defensa de intereses sectoriales estudiantiles a costa del resto de la sociedad. Esta crítica plantea que la educación universitaria gratuita significó que, hasta la reforma universitaria de 1981, la formación de los profesionales fuera costeada por el Estado con los fondos de todos los chilenos; de esta forma sectores de bajos ingresos, cuyos hijos generalmente no ingresaban a las universidades, les costeaban su educación en esta a sectores de más altos ingresos. Según indica Sergio Melnick, quien fue ministro durante la dictadura militar, los estudiantes movilizados no comprenden que "la universidad no tiene como función garantizar empleo, sino mejorar la capacidad de pensar y de aprender de manera autónoma" e indica además que "la izquierda" al protestar por los cesantes ilustrados, desconoce que "los egresados de las universidades ganan 4 veces más que los que no van, y que la gran mayoría sí encuentra empleo en menos de un año", y agrega que "ser cesante con un título ciertamente da más oportunidades que sin este: es cosa de preguntarles a las personas qué prefieren".
Sobre la necesidad de una reforma a la educación como fue propuesta por el exministro de educación Joaquín Lavín, la presidenta de la comisión de Educación de la Cámara, la diputada María José Hoffmann (UDI) señaló que si bien "este paro le da la razón al ministro (Lavín): hay que corregir el sistema [...] la marcha lo único que refleja es que el actual sistema de educación superior no resiste un día más". Con esto la diputada criticó las demandas de los estudiantes movilizados que según ella defienden "un monopolio con los recursos del Estado" y agregó que "si el paro es para defender los intereses de unos pocos privilegiados, no me parece". Hoffman señaló, para explicar sus declaraciones, que en realidad las universidades son privilegiadas por los fondos estatales y que sus estudiantes no tienen razones de fondo para protestar, puesto que el 80 % de los fondos para educación van hacia las universidades del Consejo de Rectores. La diputada indicó que a su juicio, "actualmente existe una gran injusticia contra los institutos profesionales y centros de formación técnica", pues "un joven que estudia en el Inacap o en el Duoc recibe cinco veces menos apoyo estatal que los que van a la Universidad de Chile o a la Universidad Católica. Esa es una injusticia que hay que corregir", señalando que los primeros estudiantes, quienes auto-financian su educación, no están en paro: "los que debieran estar marchando son otros, pero ellos están trabajando y pagando sus estudios con mucho esfuerzo".
También se ha criticado la influencia ideológica y organizativa de maestros vinculados de extrema izquierda sobre aquellos estudiantes secundarios que se unieron a las protestas. En su minuto, el ministro Lavín señaló que el movimiento era dominado por grupos "a la izquierda del Partido Comunista", lo cual fue posteriormente reiterado por el alcalde de La Florida, Rodolfo Carter (UDI), quien mencionó que "acá hay gente que tiene una ideología que no va a ceder, y absolutamente hay una influencia del Partido Comunista".
Críticas más radicales fueron también transmitidas a través de redes sociales, generando gran polémica. Una de las más notorias fue el caso de la secretaria del Consejo del Libro y la Lectura, Tatiana Acuña, a quien se le atribuyó un mensaje en Facebook dirigido a Camila Vallejo diciendo «Se mata a la perra y se acaba la leva...». La frase, que fuera utilizada por Augusto Pinochet durante el golpe de Estado en Chile de 1973 respecto al destino de Salvador Allende, fue condenada por su superior, el ministro de Cultura Luciano Cruz-Coke, quien separó finalmente de su cargo a Acuña. Días después, el vicepresidente de Renovación Nacional Juan Pablo Camiruaga trató a Vallejo por Twitter como “cabra de mie...”[rda], acusándola de “desordenar el país”; luego de que su mensaje se hiciera conocido, Camiruaga borró el mensaje y pidió disculpas públicas.